# Верхне-Волжская набережная
Ве́рхне-Во́лжская на́бережная (до революции — Георгиевская набережная, в советское время — Верхне-Волжская набережная имени Жданова) — набережная в историческом центре Нижнего Новгорода. Её длина — 1,75 км. Простирается вдоль откоса у Волги от площади Минина и Пожарского до Сенной площади.

## История

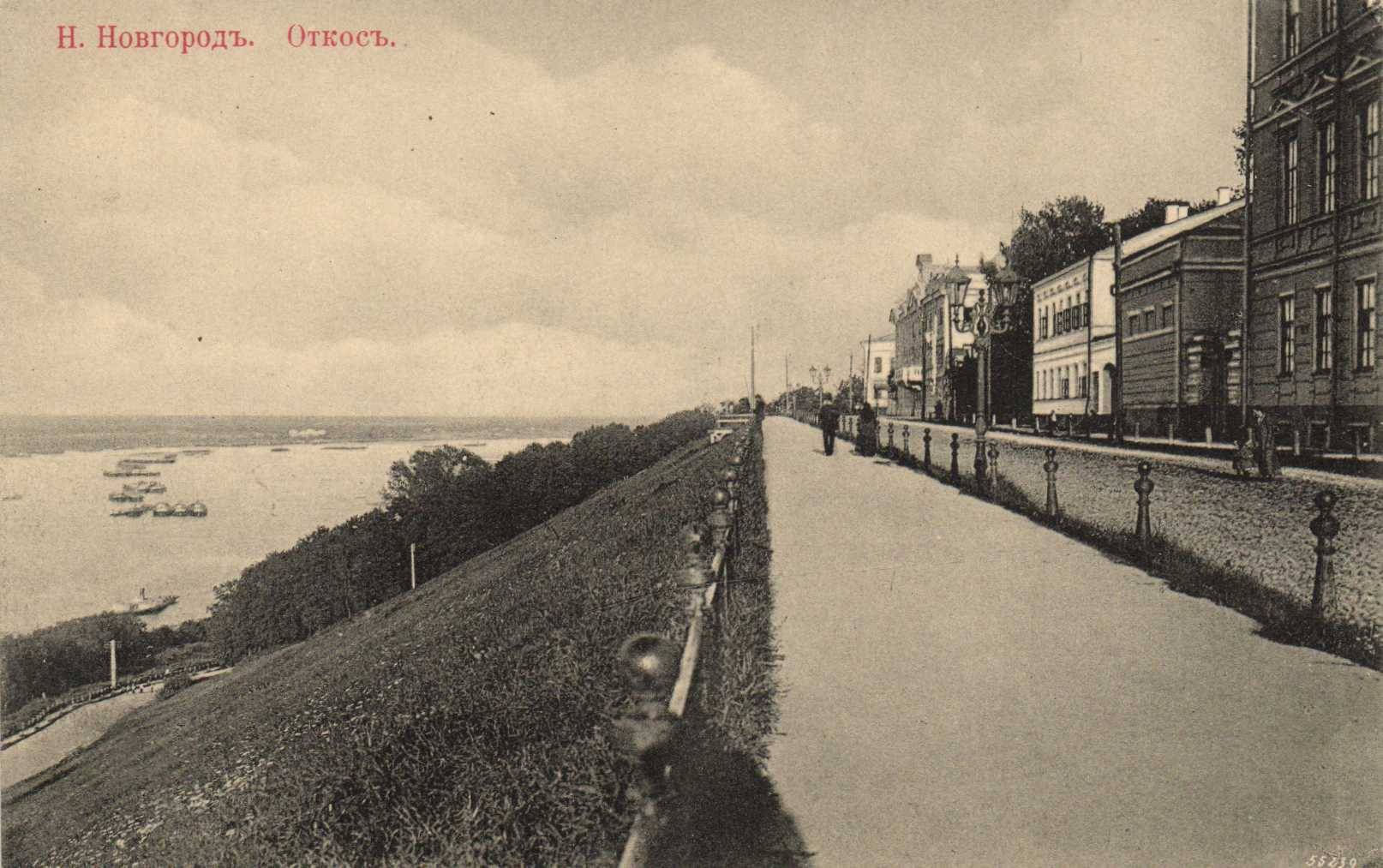
Откос. Конец XIX века

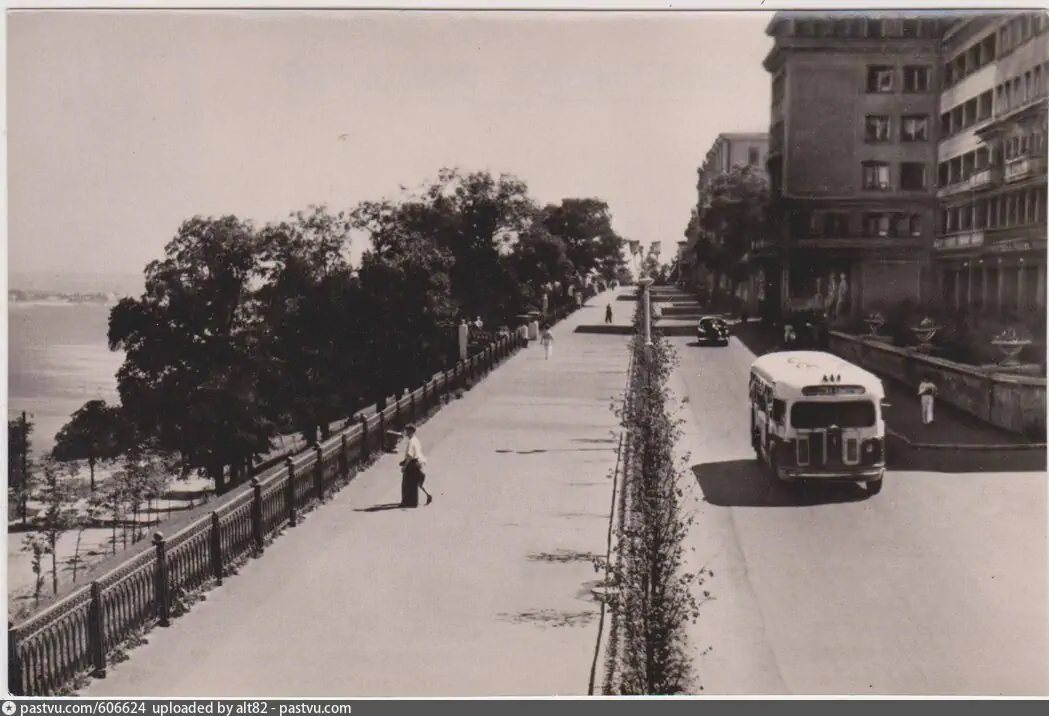
Волжский откос в 1956 году

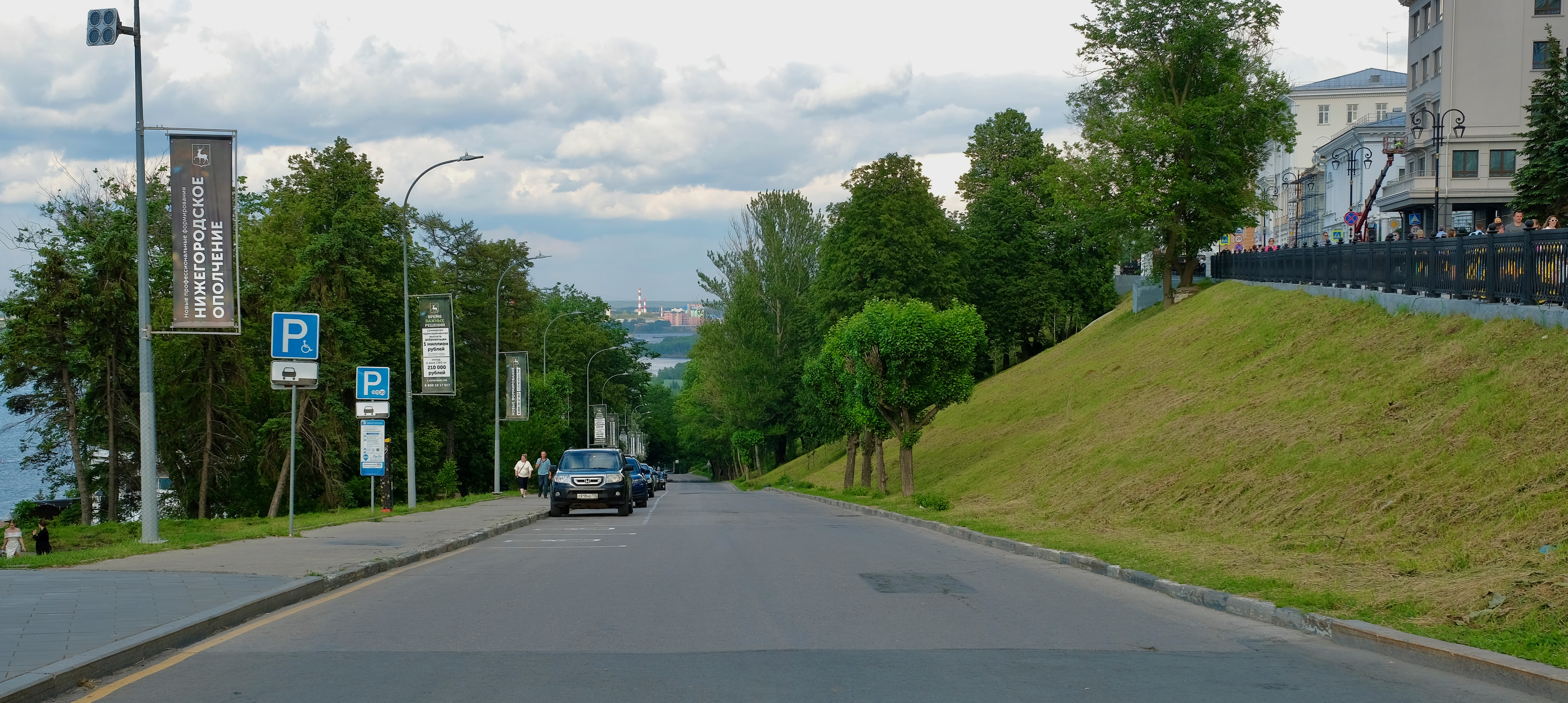
Георгиевский съезд

В 1834 году Николай I, будучи в Нижнем Новгороде с визитом, остался недоволен тем, что любование видами на Волгу и Заволжье омрачало присутствие домов бедняков, куч мусора и неприятные запахи, от них исходившие. В связи с этим он повелел обустроить откос в виде бульвара с городским садом. В 1836 году набережная была выложена булыжником и штакетником, и началась её застройка каменными домами по проектам лучших архитекторов. На набережной, непосредственно на откосе, был разбит Александровский сад, вдоль которого были оборудованы два съезда: Георгиевский и Казанский.
До Октябрьской революции именовалась Георгиевской набережной в честь церкви Святого Великомученика Георгия, располагавшейся в начале набережной. Позднее набережная стала именоваться Верхне-Волжской и носить имя А. А. Жданова, бывшего секретаря Нижегородского губкома и Горьковского крайкома партии. После распада СССР фамилию революционера из названия убрали.
Набережная являлась популярным местом для прогулок, здесь назначали свидания и деловые встречи, демонстрировали новые наряды, загорали.
После Октябрьской революции этажность домов была увеличена. В 1930-е годы была взорвана Георгиевская церковь.

## Примечательные здания

### Здание правления пароходного общества «Волга»

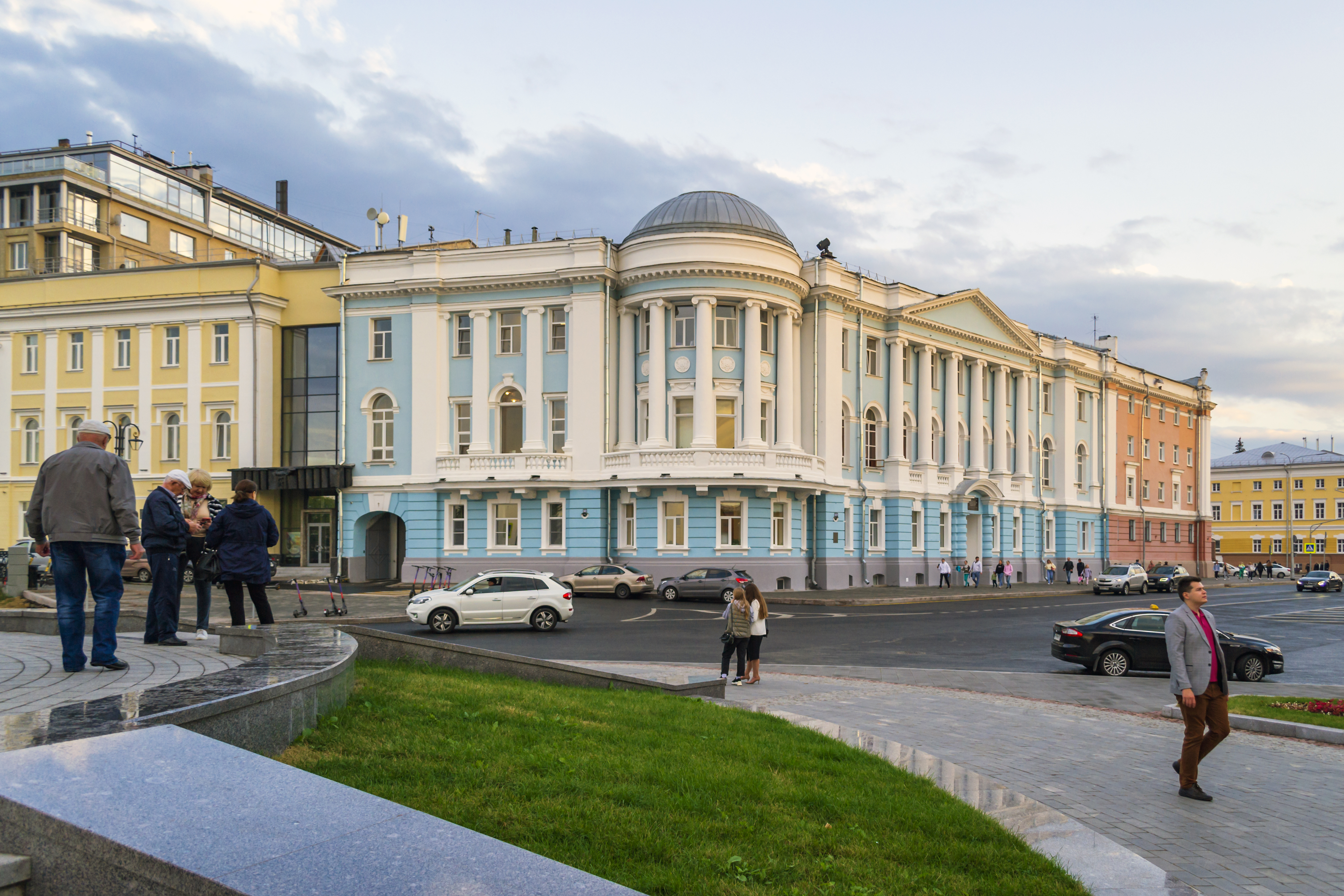
Здание правления пароходного общества «Волга»

Дом № 1 был построен в 1913—1916 годах для размещения правления пароходного общества «Волга». Общество было основано в 1910 году нижегородским купцом Д. В. Сироткиным, крестьянином Я. С. Чернонёбовым, астраханским купцом 1-й гильдии И. Ф. Скрепинским, астраханским купеческим сыном И. М. Лбовым и крестьянином села Работки Макарьевского уезда Нижегородской губернии П. А. Рукиным. «Волга» осуществляла перевозку и торговлю нефтепродуктами по Волге в баржах оригинальной конструкции Д. В. Сироткина и контролировала значительную часть рынка нефтеперевозок из Баку, входя в тройку крупнейших нефтетранспортных фирм Российской империи.
Так как правление общества располагалось в Нижнем Новгороде, для него на углу Семинарской площади (сегодня — часть площади Минина и Пожарского), выходившему к Верхне-Волжской набережной, было возведено монументальное здание в стиле русского неоклассицизма начала XX века. Стиль постройки имел репрезентативную функцию, отражая престижность компании. Строительство велось под наблюдением архитектора А. Н. Полтанова. Автор проекта неизвестен. Существуют предположения, что проект выполнили братья Веснины, однако никаких документальных подтверждений этому обнаружить не удалось.
В настоящее время здание является корпусом Приволжского исследовательского медицинского университета.

### Дом П. Н. Григорьева (Дом архитектора)
В 1849—1950 годах титулярный советник Порфирий Григорьев выкупил с торгов обширный участок земли поблизости от Георгиевской башни Нижегородского кремля. После этого он обратился с предложением разработать проект двухэтажного каменного дома со сводчатыми подвалами к вольнопрактиковавшему в городе архитектору М. К. Ястребову. Планы фасадов с поэтажным разрезами губернская Строительная и дорожная комиссия одобрила 2 июня 1850 года, посчитав их «как в частности, так и в общем виде вполне удовлетворительными». Дом был отстроен к 1851 году. Фасад дома имел классицистические элементы решения, междуоконные пилястры римского ордера во втором этаже и треугольный фронтон кровли, тимпан которого украшала рельефная скульптура. Этажи имели самостоятельные боковые входы, между собой сообщались круглой винтовой лестницей. Вместе с домом была построена каменная ограда по образцовому проекту.
Григорьев сдавал второй этаж дома квартиросъёмщикам. Одним из них был архитектор П. А. Овсянников, у которого с сентября 1857 года несколько месяцев жил поэт Тарас Шевченко, направлявшийся из оренбугской ссылки в Санкт-Петербург. Во время проживания у Овсянникова поэт подготовил к печати сборник стихотворений, завершил повесть «Матрос», написал стихотворения «Доля», «Муза», «Слава», поэму «Неофиты». В 1858 году в доме останавливался французский писатель Александр Дюма, путешествовавший по России и решивший посетить Нижегородскую ярмарку.
В 1971—1973 годах здание было реконструировано под размещение Дома архитектора. Проект реконструкции, в ходе которой здание было надстроено двумя этажами, выполнил на общественных началах горьковский архитектор Владимир Орельский. Автор проекта сам руководил строительными работами и осуществлял авторский надзор, за что был отмечен грамотой центрального правления Союза архитекторов СССР.

### Жилой комплекс «Дом на набережной»

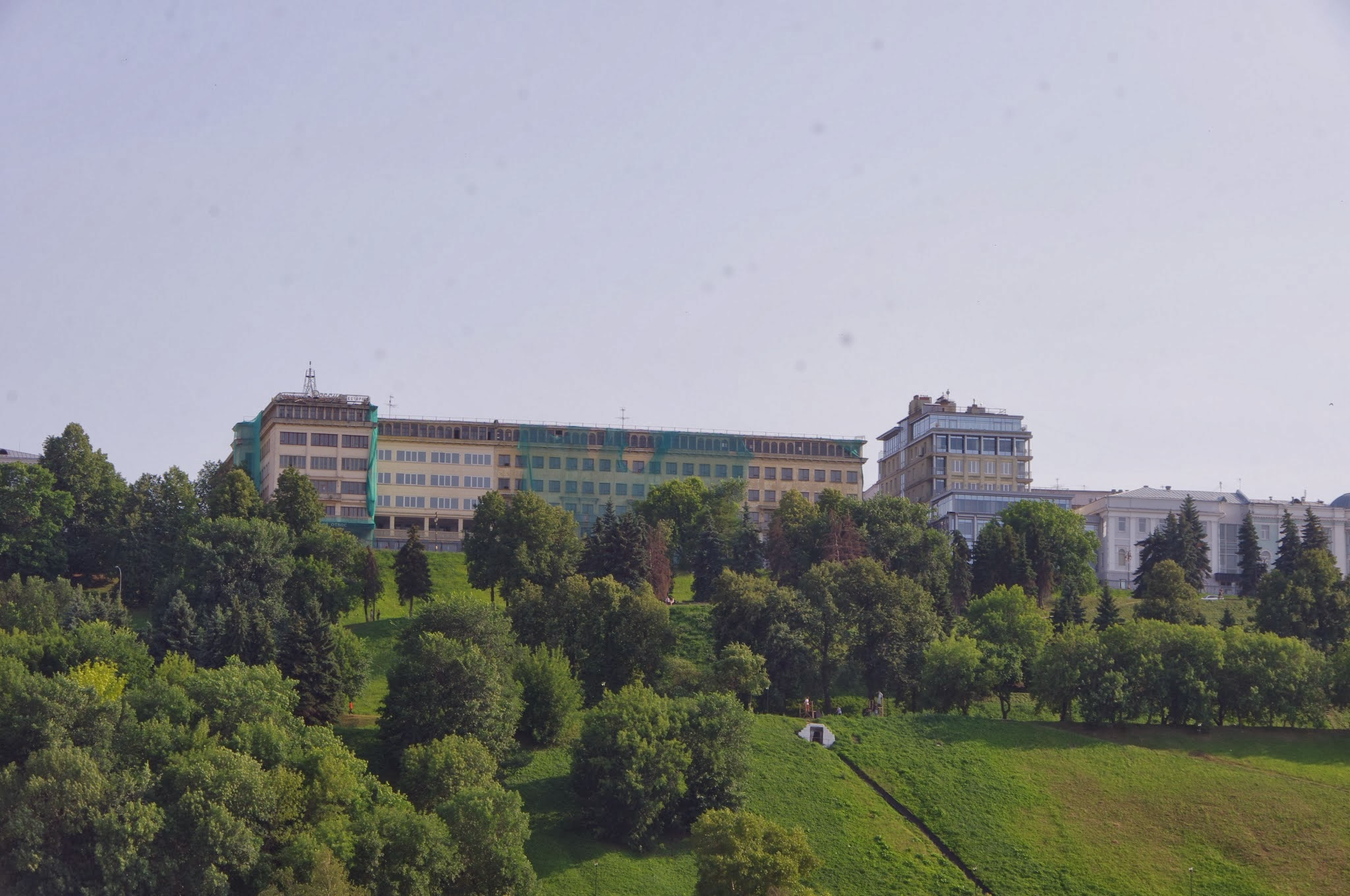
Гостиница «Россия» (слева) и ЖК «Дом на набережной», 2013 год. Вид с Волги

Дом № 2Б построен в 2003 году по проекту нижегородских архитекторов Виктора Быкова, Анны Гельфонд, Александра Сазонова и Дмитрия Слепова в стиле постмодернизма. Изначальный проект 2001 года предполагал органично вписать здание по высоте в панораму набережной: трёхэтажная часть была увязана с Домом архитектора и неоклассицистическим фасадом здания пароходного общества «Волга», от чего в облике строения появился мощный антаблемент и колоннада. Высотная часть увязывалась с гостиницей «Россия». В ходе строительства застройщик самовольно повысил этажность здания, что негативно сказалось на исторических видах панорамы набережной.

### Жилой комплекс «Георгиевский»

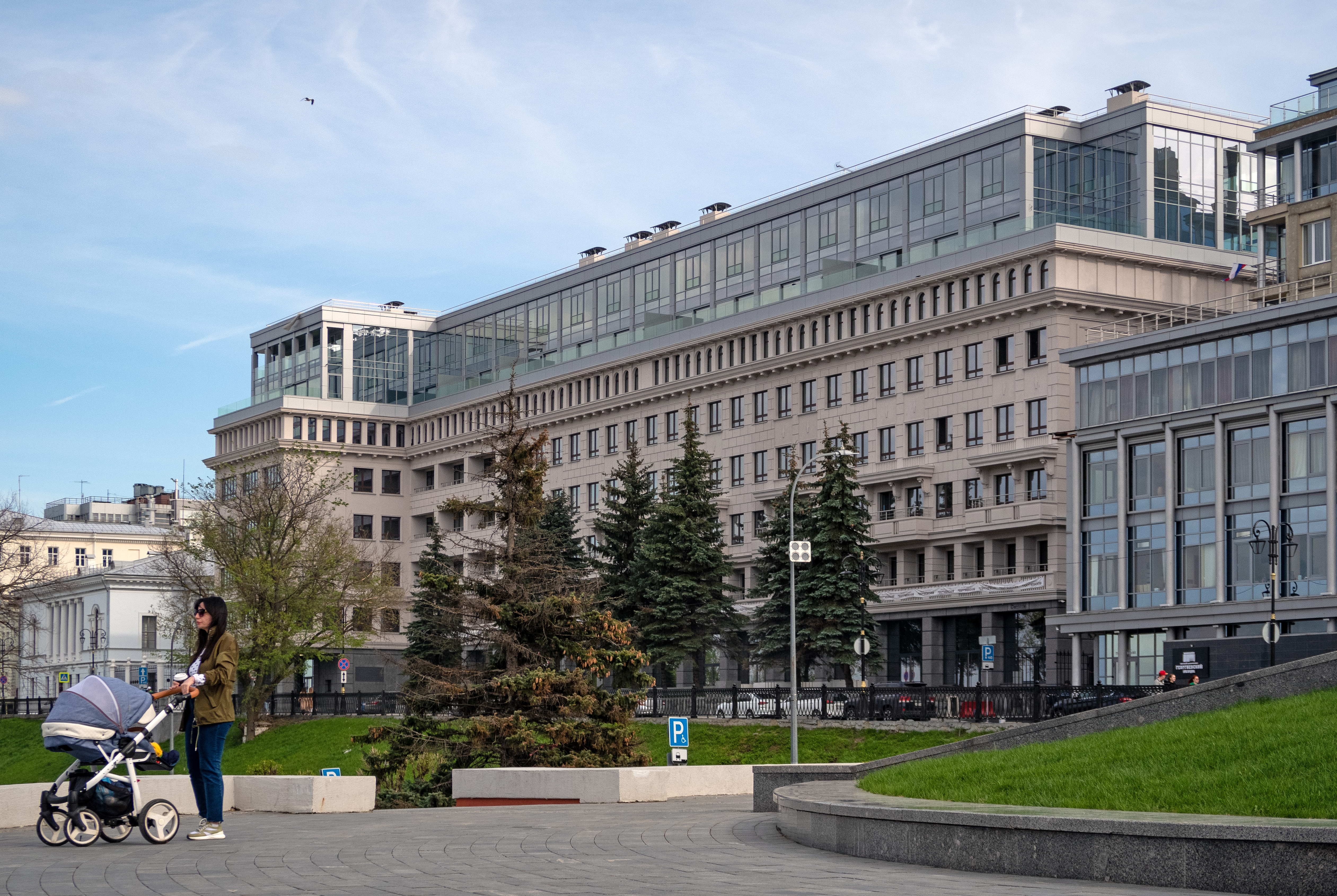
Жилой комплекс «Георгиевский»

На месте взорванной Георгиевской церкви (XVIII век) в 1931—1935 годах по проекту архитектора А. З. Гринберга была построена шестиэтажная гостиница «Россия» (также известная как «Волжский откос»). В связи с несоответствиями санитарным и противопожарным требованиям гостиница в 2008 году была закрыта и законсервирована.
Гостиницу планировалось реконструировать к чемпионату мира по футболу 2018 года, но проект так и остался нереализованным, здание продолжало приходить в упадок. В 2017 году стало известно, что ООО «Сервис-отель» получило разрешение снести «Россию» и построить на её месте многофункциональное здание. В феврале 2020 года начались подготовительные работы по демонтажу.
В 2022 году на освободившейся после сноса гостиницы площадке был построен современный жилой комплекс «Георгиевский». Фасад главного дома, согласно утверждённому проекту, полностью повторяет облик снесённого здания, за исключением надстроенного двухэтажного пентхауса. Второй дом, расположенный на улице Минина, был пристоен к бывшему особняку купца Фомина, для чего были разобраны крыша и северная стена последнего.

### Дом-особняк Д. В. Сироткина

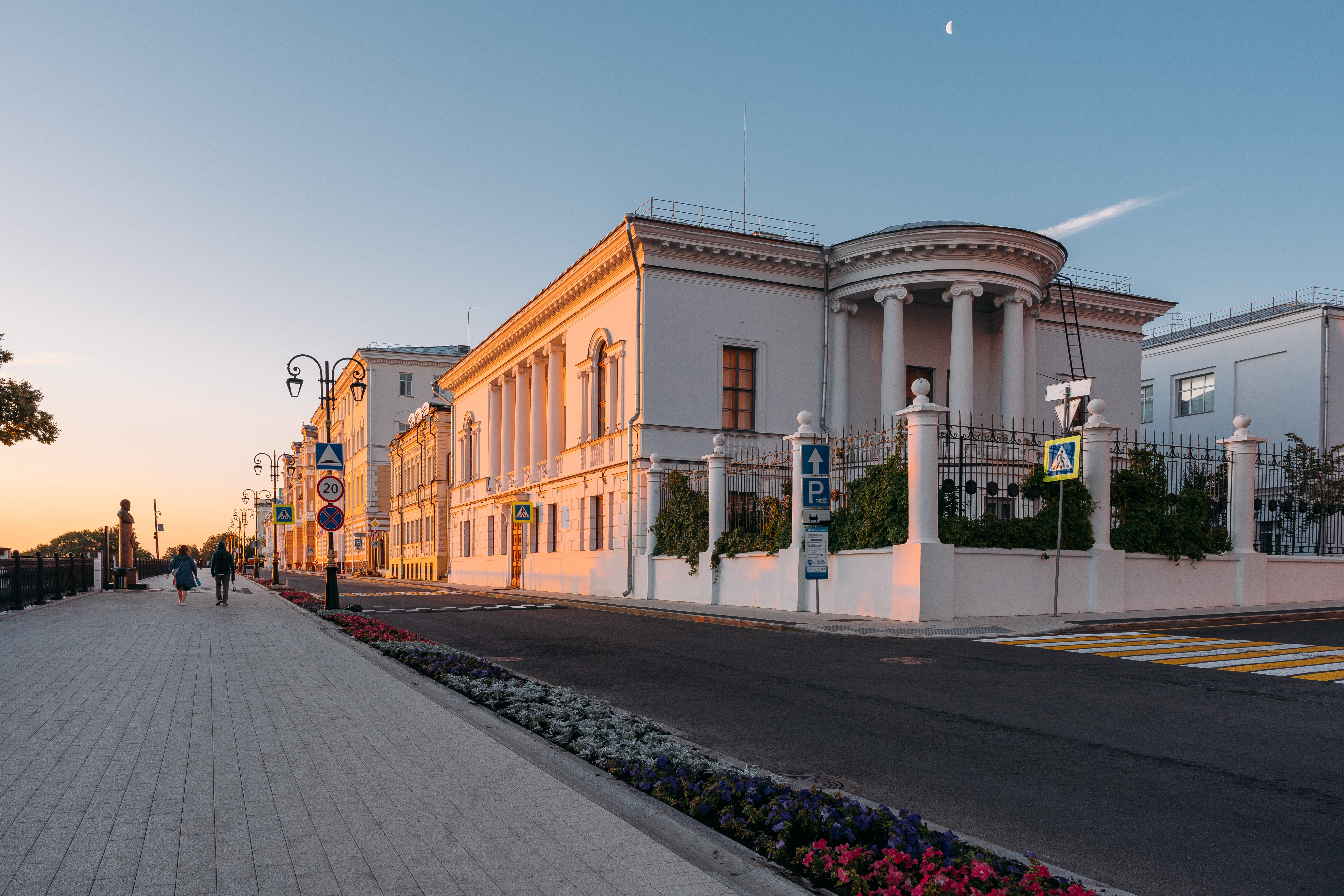
Дом Д. В. Сироткина

По адресу Верхне-Волжская набережная, 3 находится бывший дом-особняк купца 1-й гильдии и промышленника Д. В. Сироткина, бывшего головы города Нижнего Новгорода. Д. В. Сироткин был крупнейшим судовладельцем в Нижнем Новгороде конца XIX — начала XX века. Его капитал оценивался в 1,5 млн рублей. Он хотел построить себе роскошный дом в центре города, где впоследствии рассчитывал разместить музей. Для этой задачи в 1913 году были приглашены молодые архитекторы-конструктивисты Веснины. Несмотря на то, что это был их первый самостоятельный проект, здание признано специалистами «лучшим образцом русской предреволюционной архитектуры».
Дом был закончен в 1916 году, но уже через год свершилась революция, и в 1924 году в доме был размещён художественный отдел историко-художественного музея. За время своего существования музей несколько раз менял своё название и приобрёл широкую известность. Однако к концу XX века дом изветшал и требовал ремонта, и в 1992 году музей был вывезен в Кремлёвский Губернаторский дом.
Позднее дом был отреставрирован, и здесь снова расположился один из корпусов Нижегородского государственного художественного музея. Открытие после капитального ремонта произошло 30 сентября 2009 года. Здесь располагается самое большое в России станковое полотно (698×594 см) — картина К. Е. Маковского «Воззвание Минина».
К 800-летию Нижнего Новгорода в музее прошла комплексная реставрация: заменили систему отопления и вентиляции, создающую нужный для произведений искусства температурно-влажностный режим. Отреставрировали паркет, появилось профессиональное музейное освещение. Также обновили фасад здания и открыли для посещений внутренний двор. Во дворике можно увидеть абстрактную скульптуру «Женщина», созданную в 1969 году испанским художником XX века Жоаном Миро. В самом Доме Сироткина сейчас представлена коллекция западноевропейского искусства НГХМ — это работы известных мастеров, таких как Огюст Ренуар, Якопо Тинторетто, Эль Греко и других.

### Здание Нижегородской радиолаборатории

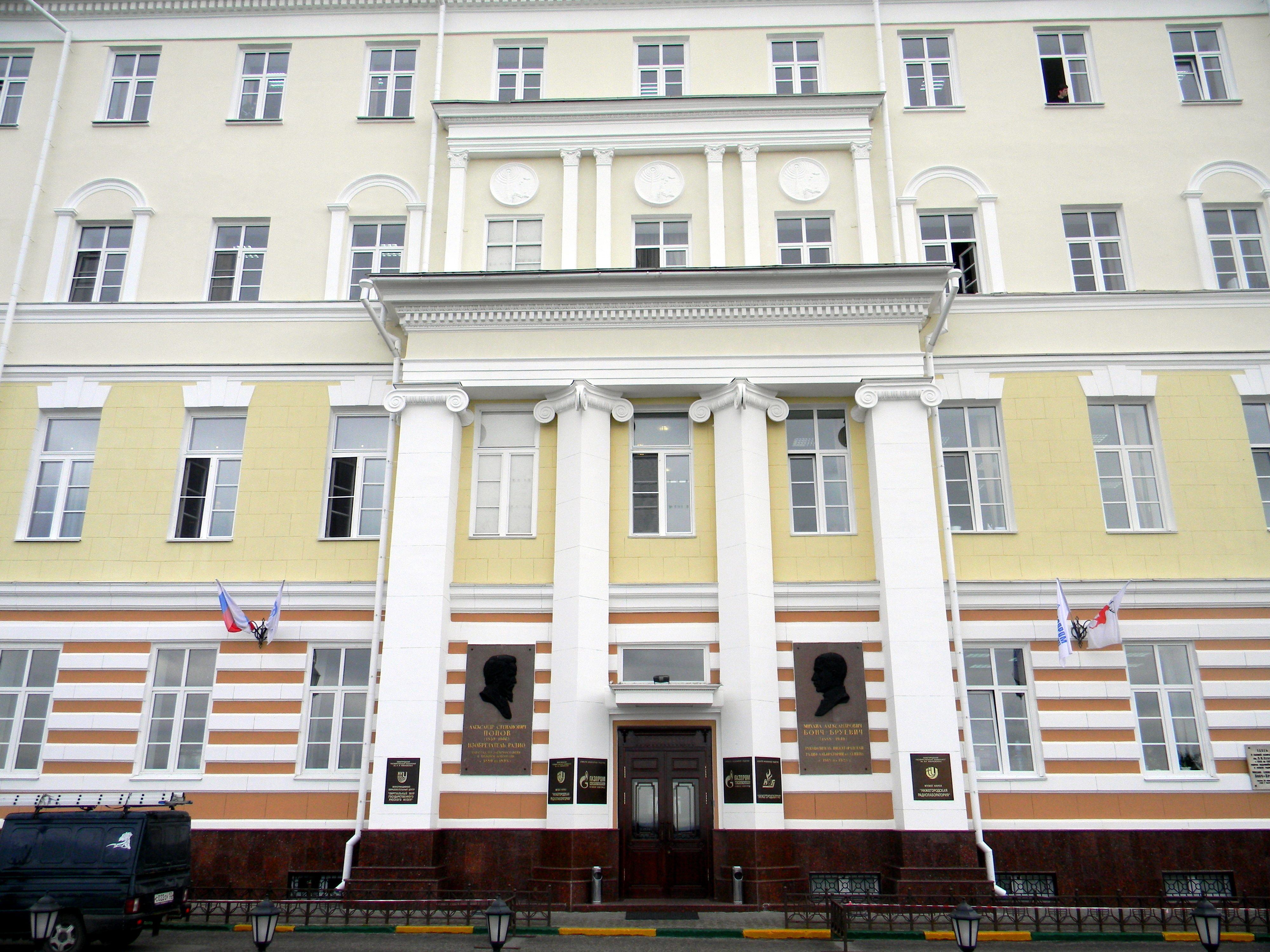
Фронтальный вид бывшего здания Нижегородской радиолаборатории

На месте дома номер 5 по Верхне-Волжской набережной в начале XIX века располагался каменный двухэтажный дом, купленный в 1857 году Пароходным обществом «Меркурий». Дом окружал сад, простиравшийся до улицы Жуковской (ныне — Минина). Уже поветшавший к тому времени дом был разобран, и на его месте по проекту архитектора П. А. Овсянникова было построено новое каменное здание также с двумя этажами. Уже в 1860 году пароходство, сменившее название на «Кавказ и Меркурий», продало дом Нижегородской консистории. Здание использовалось как общежитие для учащихся Духовной семинарии, находившейся неподалёку, на площади Минина и Пожарского. К концу XIX века здание было расширено трёхэтажным пристроем с левого фасада.
После революции здание указом В. И. Ленина было передано в 1918 году под организацию Нижегородской радиолаборатории. В доме был проведён капитальный ремонт, ряд помещений был реконструирован, были подведены газ, электричество, вода и сжатый воздух. На первом этаже расположились производственные мастерские, на втором — лаборатории и лекционный зал, а на третьем — кабинеты руководителей и библиотека. Здесь работали такие учёные, как В. К. Лебединский, В. В. Татаринов, В. П. Вологдин, М. А. Бонч-Бруевич, О. В. Лосев и др. Радиолаборатория проработала 10 лет и была реорганизована в Центральную военно-индустриальную лабораторию, разместившуюся в том же здании.
В 1948—1949 годах дом подвергся очередной реконструкции. Перестройкой здания занимался архитектор Д. П. Сильванов. Были надстроены ещё два этажа, был построен портал, и дом приобрёл современный вид. Некоторое время здесь размещался радиотехникум, затем — различные научно-исследовательские институты. С 7 мая 1974 года здесь на первом этаже располагается музей Нижегородской радиолаборатории. Изначально музей содержался заводом им. Фрунзе, однако во времена перестройки был передан в ведение Нижегородского государственного университета.
В 1998 году у дома сменился хозяин. Нижегородская топливно-энергетическая компания разместила в нём свои офисы, проделав капитальный ремонт и построив ряд хозяйственных сооружений. Музей, однако, был сохранён и открыт для посетителей.

### Жилой дом архитектора Ю. Н. Бубнова

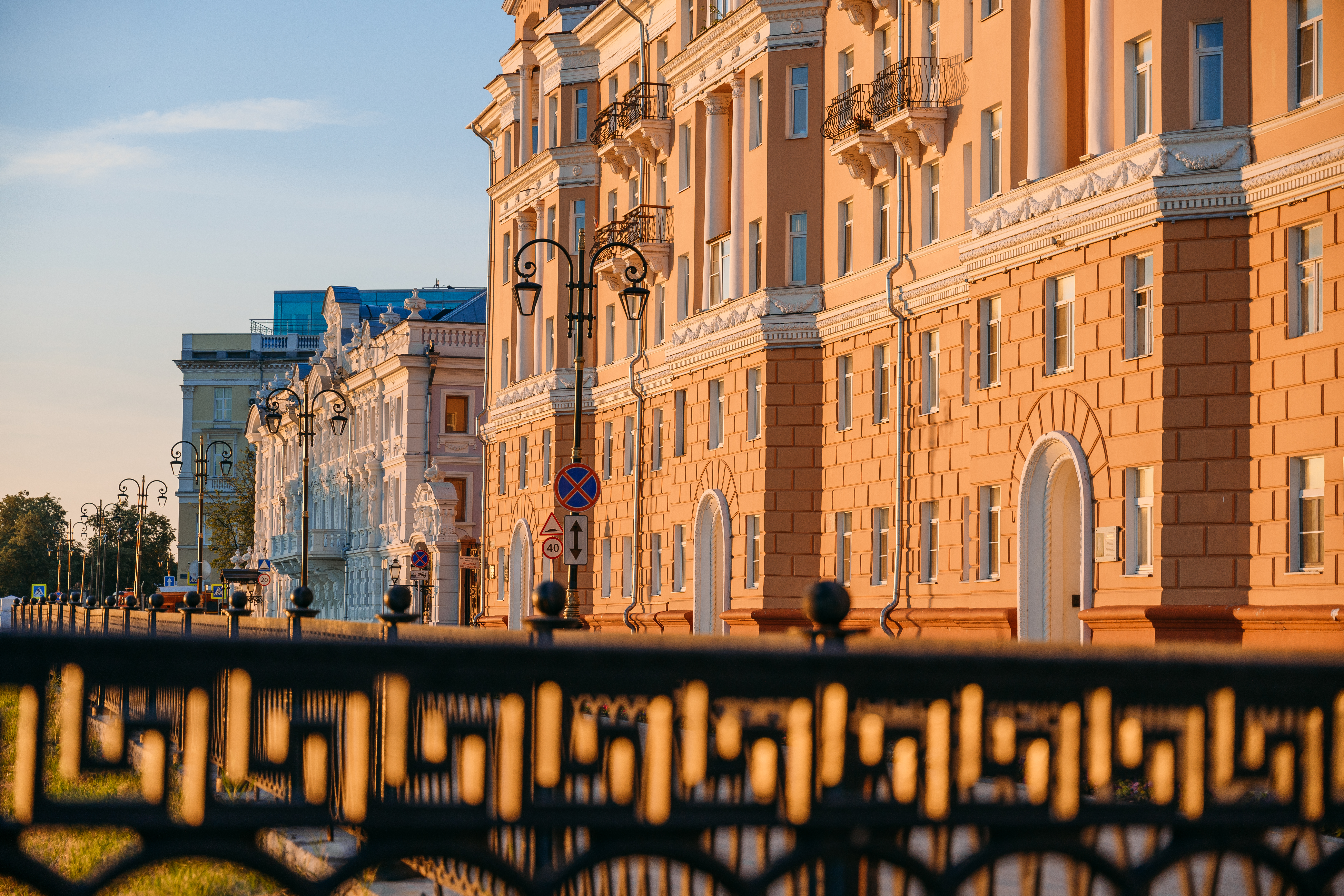
Дом № 6, построенный по проекту Ю. Н. Бубнова

Дом № 6 построен в 1954 году по проекту горьковского архитектора Юрия Бубнова. Крупномасштабное пятиэтажное здание выстроено в стиле советского неоклассицизма. В 1940—50-е годы горьковские архитекторы достаточно глубоко изучали историю архитектуры Европы и России, вследствие в архитектуре в этот период сильнее проявились стилистические поиски архитекторов предвоенных 1930-х годов, обращённые в сторону возрождения классических традиций. В жилом доме на Верхне-Волжской набережной Юрий Бубнов использовал типичные для его творчества тех лет приёмы. Важным в оформлении фасадов было выявление объёмных элементов — ризалитов с эркерами, которые в уровне третьего, четвёртого и пятого этажей состояли из попарно соединённых гранёных эркеров, дополненных круглыми колоннами дорического ордера. В нижней части эркеров были помещены волнообразные гирлянды. По оси каждого ризалита были устроены входы с арочными проёмами. Для поддержания панорамы с Волги силуэт здания был усилен выступающими аттиками. Первый и второй этажи рустованы под «циклопическую кладку». По мнению доктора архитектуры Ольги Орельской, жилой дом на Верхне-Волжской набережной стал одной из лучших работ архитектора.
Дом связан с жизнью известных горьковских деятелей. В 2008—2009 годах на здании были установлены мемориальные доски в честь советского инженера-металлурга, директора завода «Красное Сормово» Михаила Афанасьева, советского инженера, директора Горьковского машиностроительного завода и Героя Социалистического Труда Владимира Максименко и директора Окской судоверфи, главного строителя судов на заводе «Красное Сормово», кавалера орденов Ленина и Трудового Красного Знамени и почётного работника транспорта РФ Сергея Волкова.

### Усадьба С. М. Рукавишникова

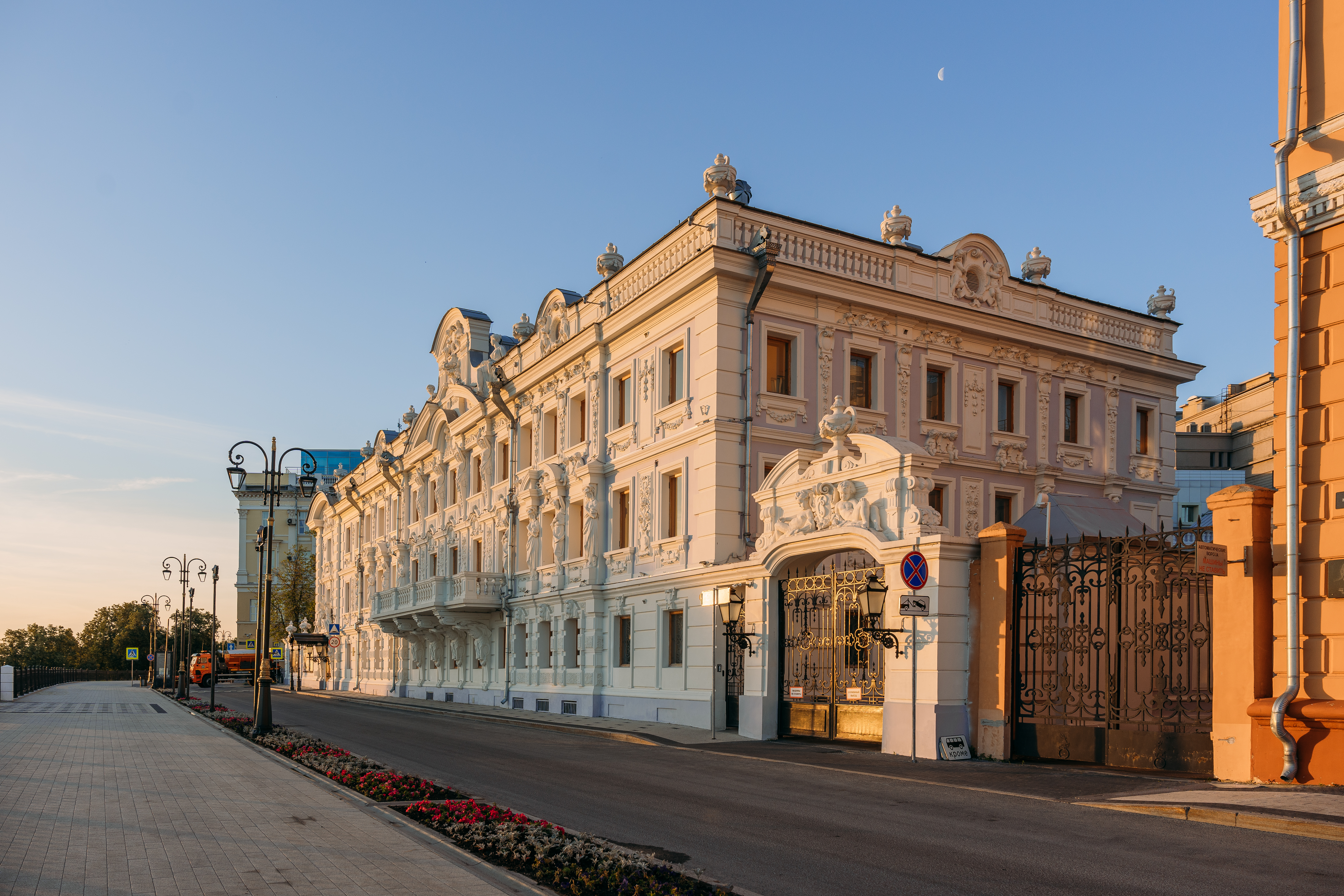
Усадьба Рукавишниковых, главное здание Нижегородского государственного историко-архитектурного музея-заповедника

По адресу Верхне-Волжская, 7 располагается бывшая усадьба купца С. М. Рукавишникова, построенная в 1875—1877 годах по проекту архитектора П. С. Бойцова. До этого здесь располагался двухэтажный дом с мезонином, купленный купцом Михаилом Григорьевичем Рукавишниковым у купца Серапиона Везломцева в 1840-х годах. Его сын, Сергей Михайлович, не уничтожая старый дом, вписал его в новый роскошный особняк, богато украшенный скульптурами, выполненными по проекту художника М. О. Микешина. Усадьба содержалась в прекрасном состоянии и первым из нижегородских домов была оборудована электрическим светом в 1903 году. Здесь прошло детство поэта и прозаика И. С. Рукавишникова, одного из сыновей С. М. Рукавишникова.
После революции дом был в 1918 году национализирован и в 1924 году отдан под краеведческий музей. Музей несколько раз менял своё название, пока в 1959 году не стал известен как Государственный историко-архитектурный музей-заповедник (ныне — НГИАМЗ). В настоящее время в состав музея входит шесть филиалов, и бывшая усадьба является административным зданием.
С момента постройки в особняке долгое время не проводился капитальный ремонт, и в 1994 году музей был закрыт, поскольку нахождение в нём представляло угрозу для жизни. Однако в 2007—2010 годах была проведена масштабная реставрация, и в августе 2010 года здесь прошла инаугурация бывшего губернатора Нижегородской области Валерия Шанцева, а 4 сентября снова открылся музей.
К 800-летию Нижнего Новгорода усадьбе Рукавишниковых — главному зданию НГИАМЗ — вернули исторический облик. Также был проведён ремонт художественного паркета бального зала. В 2023 году открылся после реставрации флигель усадьбы. Это были первые реставрационные работы за 150 лет. Специалисты обновили фасад и кровлю флигеля, в здании заменили электросети, вентиляцию и другие инженерные сети, а также поставили охранную и пожарную сигнализации. В этой части здания представлено открытое хранение фонда металла.

### Гостиница «Октябрьская» и жилой комплекс «Роял Лэндмарк»

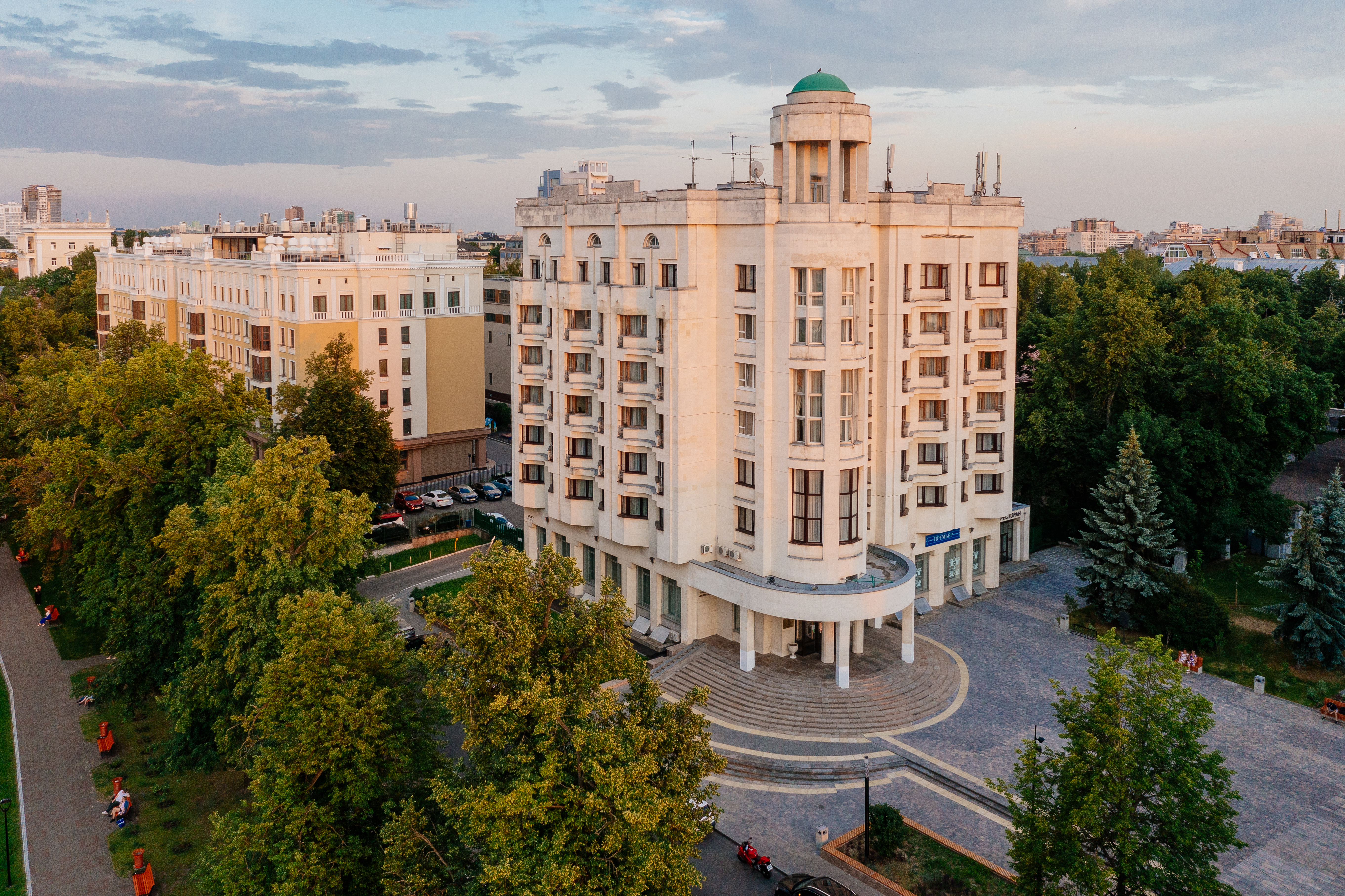
Гостиница «Октябрьская» и ЖК «Royal Landmark» (слева)

На отрезок Верхне-Волжской набережной между улицей Нестерова и улицей Семашко исторически выходил сад Нижегородской губернской земской больницы (Мартыновской), разбитый к середине XIX века для отдыха и прогулок больных. Во второй половине XIX века сад был обнесён железной оградой на каменном цоколе.
В 1987 году к северу от больницы, рядом с хирургическим корпусом, было построено семиэтажное здание гостиницы «Октябрьская» в стиле постмодернизма, спроектированное дзержинским архитектором Александром Харитоновым в 1981—1983 годах. До 2012 года гостиница находилась в собственности Нижегородской области, затем её приобрёл на аукционе совладелец компании «Волжский ювелир» Вячеслав Шабалин за 306 млн рублей. В 2007 году «Октябрьская» имела статус лучшего российского трёхзвездочного отеля по версии ежегодной Национальной премии Федерального агентства по туризму. В 2020 году здание было выставлено на продажу из-за малого количества посетителей (и, как следствие, снижения прибыли); собственник предлагал использовать его под общежитие, бизнес-центр или медицинское учреждение.
Окончательно исторический ансамбль Мартыновской больницы был выведен из-под защиты государства постановлением Администрации Нижегородской области и администрации г. Н. Новгорода от 19.12.1997 года № 351/79. Часть строений была снесена, а на месте бывшего сада к 2016 году построен элитный жилой комплекс «Royal Landmark» в стиле современного неоклассицизма. Строительство и продажа квартир сопровождались многочисленными судебными разбирательствами между инвесторами, длившимися 4,5 года.

### Ресторан «Парк культуры»
Напротив жилого комплекса «Роял Лэндмарк» на склоне откоса, в Александровском саду, под номером 10А расположено здание ресторана «Парк культуры». Строительство здания развернулось в 2016 году. На участке было выстроено одноэтажное здание ресторана «Парк культуры» по проекту архитекторов О. А. Барабанова и А. Б. Дехтяра. Здание было спроектировано в стиле неомодернизма, в минималистическом ключе, свойственном современным индивидуальным загородным домам и небольшим городским общественным зданиям.

### Дом железнодорожников

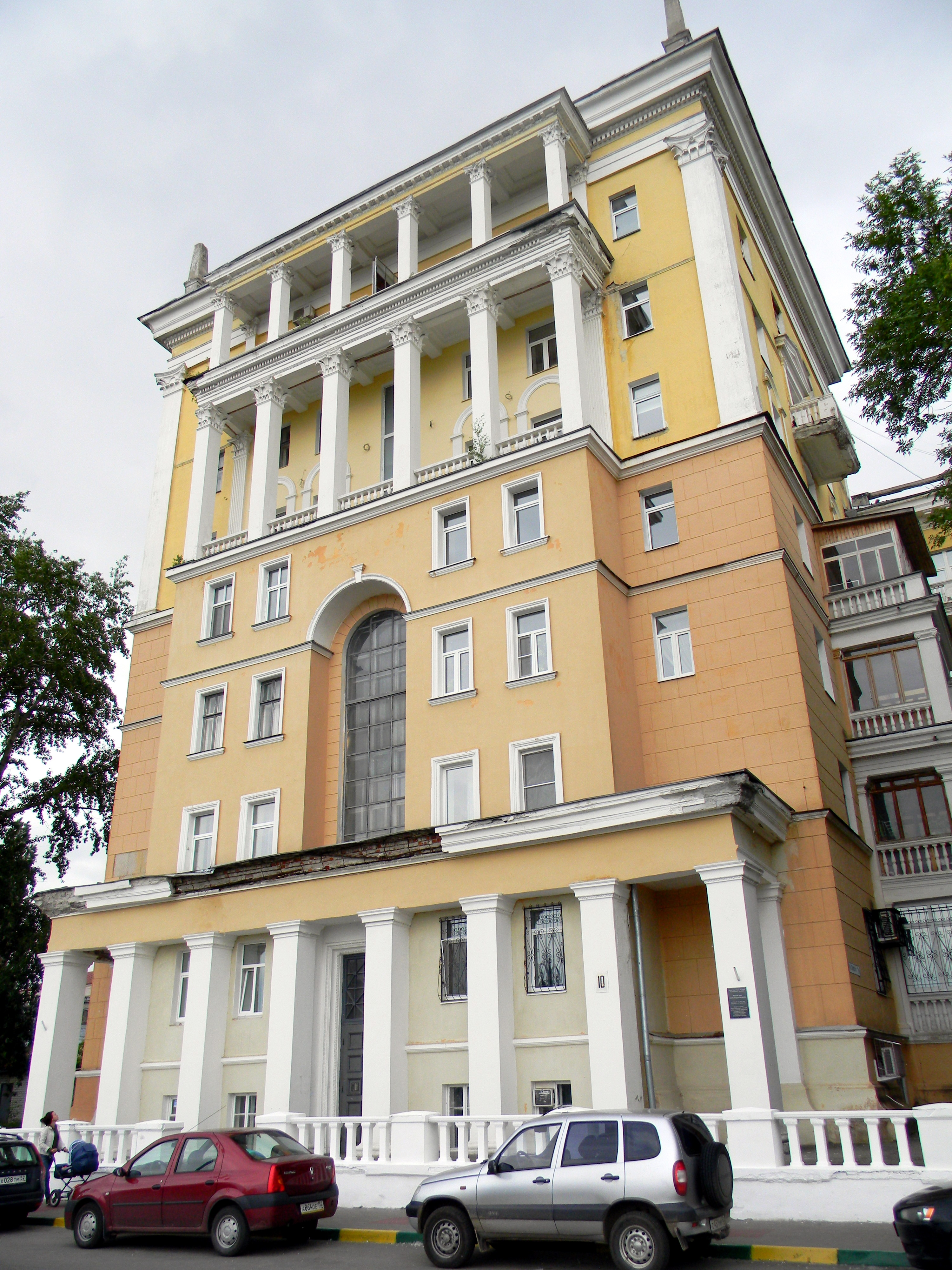
Дом железнодорожников

На перекрёстке с улицей Семашко находится Г-образное здание под номером 10/2. Это бывший жилой «дом железнодорожников», построенный по проекту архитектора Дмитрия Сильванова в 1937—1938 годах. Дом строился по заказу Горьковской железной дороги для инженерно-технических работников и иных работников высшей квалификации. Практика постройки домов подобного функционального назначения стала распространённой в СССР в 1930-е годы, поскольку страна нуждалась в квалифицированных кадрах. Квартиры в них имели большие площади и высокий уровень благоустройства.
Автором проекта здания выступил горьковский архитектор Дмитрий Сильванов, работавший в Горпроекте с 1934 года под руководством московского архитектора Анатолия Жукова, ученика академика архитектуры Ивана Жолтовского. По первоначальному проекту на противоположной стороне улиц Семашко проектировался ещё один башенный объём, который вместе с Домом железнодорожников должен был фланкировать выход улицы к набережной, а далее по откосу планировалось выстроить лестницу-спуск к Волге. Реализовать план в полном объёме помешала Великая Отечественная война.
Здание, состоящее из монументального семиэтажного корпуса, выходящего на набережную, и протяжённого корпуса вдоль улицы Семашко, выполнено в стиле постконструктивизма и является одним из ярких образцов советской архитектуры периода освоения классического наследия. Фасад здания обогащён лепными деталями в духе традиций итальянского Возрождения и русского классицизма. Дом был частью градостроительного ансамбля Верхне-Волжской набережной, создававшегося в 1930-е годы, и за счёт семиэтажной башни играл роль главной архитектурной вертикали набережной. При этом здание хорошо гармонирует с соседними невысокими застройками благодаря удачно найденным пропорциям пяти трёхэтажных веранд, окружающих дом.
В 2011 году градозащитники Нижнего Новгорода предприняли попытку включить здание в список объектов культурного наследия (ОКН). Первоначально зданию присвоили статус выявленного объекта, однако на основании экспертизы Кирилла Кудряшова правительство области отказалось включить дом в реестр ОКН. Вторую попытку поставить здание на охрану градозащитники предприняли в 2014 году. Аттестованный эксперт Министерства культуры России Алексей Давыдов составил новую экспертизу, в которой доказывалась историко-культурная значимость Дома железнодорожников. Тем не менее, областной орган охраны ОКН посчитал, что ценность объекта не доказана. Поставить здание на охрану удалось только в 2020 году.

### Дом Каменских

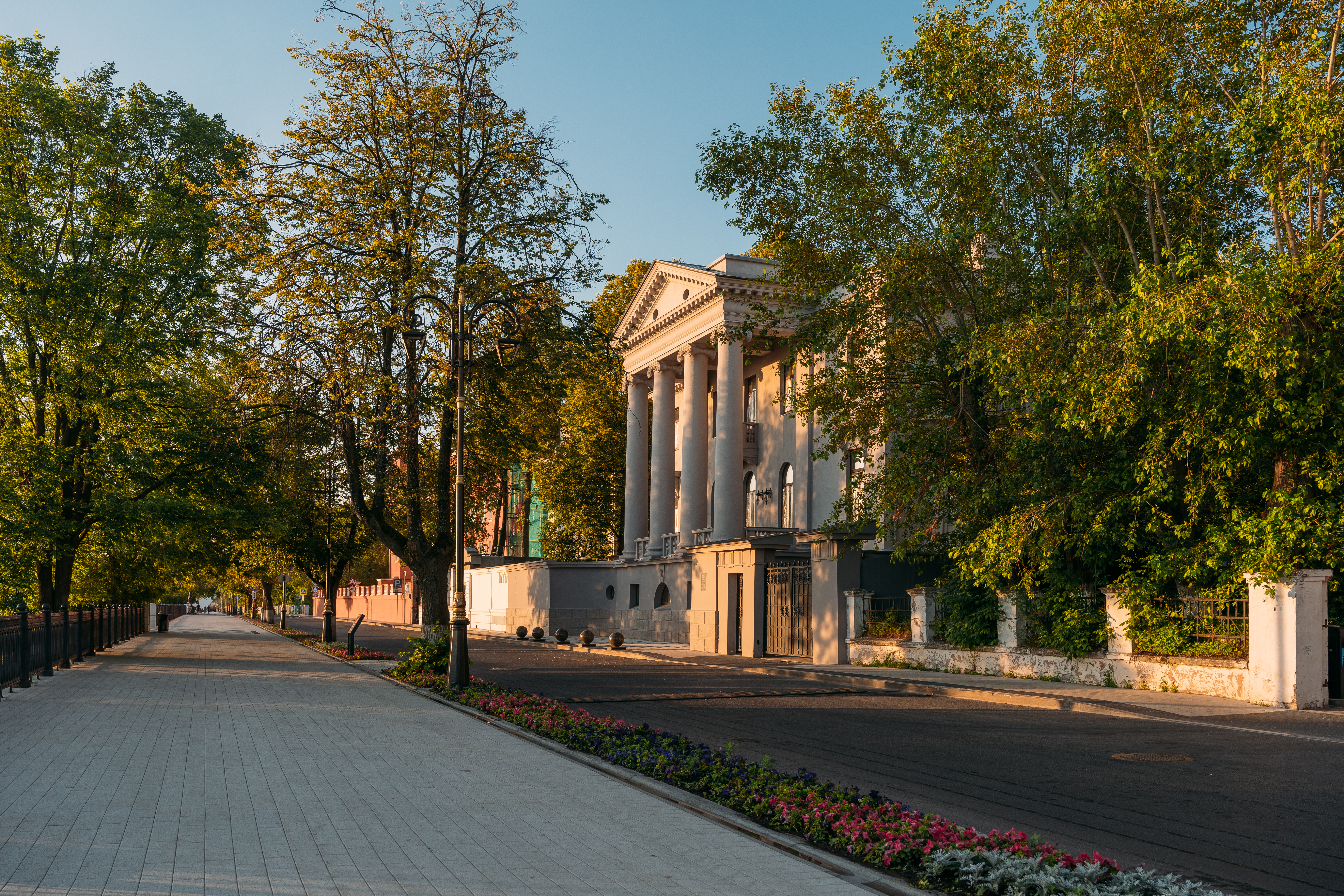
Дом Каменских

Рядом с «домом железнодорожников» располагается памятник архитектуры федерального значения, дом Каменских, двухэтажный бывший особняк крупных пароходовладельцев начала XX века Ольги Ивановны и Фёдора Михайловича Каменских. Конкурс на строительство дома, объявленный в 1912 году, выиграл московский архитектор Б. А. Коршунов. Особняк в стиле неоклассицизма был построен и отделан уже в следующем году. Главный фасад навеян формами эпохи Возрождения и восходит к виллам Андреа Палладио XVI века. По обе стороны здания было запланировано установить скульптуры, однако по неизвестным причинам эта задумка не была реализована.
После революции здание использовалось различными организациями, и с 1944 года здесь расположился Институт химии Горьковского госуниверситета. В 1973 году вместо института, переехавшего в новый корпус на территории университета, в доме разместилось областное общество «Знание». В доме был произведён ремонт, в ходе которого был обнаружен клад. При замене старой дубовой лестницы был вскрыт располагавшийся под ней тайник, из которого была извлечена семейная коллекция художественных ценностей Каменских. Эту коллекцию начинал собирать ещё отец первых владельцев дома, Михаил Фёдорович Каменский. Экспонаты коллекции были направлены в краеведческий музей, где и находятся в настоящий момент.
Позднее были внесены значительные изменения во внутреннюю планировку дома, в нём располагались различные арендаторы. Сейчас это охраняемый памятник архитектуры, закрытый для посещения. В 2006 году появились планы открыть здесь Дом приёмов губернаторов, однако в 2008 году губернатор Нижегородской области Валерий Шанцев объявил, что в здании будет оборудована его общественная приёмная. На реставрацию собирались выдать 106 млн рублей, однако позднее передумали.
В 2021 году фасад особняка отреставрировали.

### Дом Н. В. Кабачинского

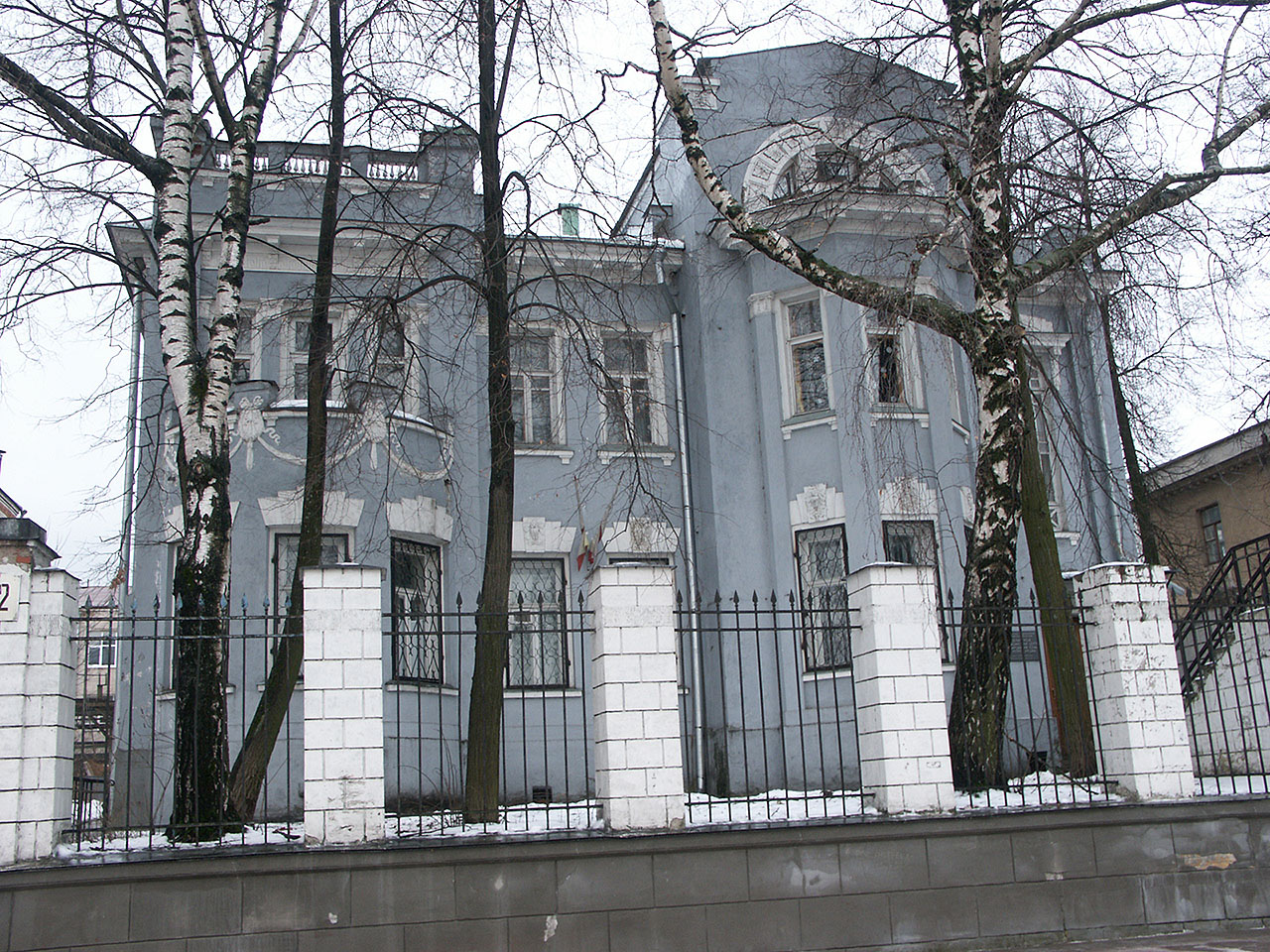
Дом Н. В. Кабачинского

Дом № 12 построен в 1912—1913 годах по заказу Н. В. Кабачинского — инженера-консультанта, работавшего управляющим при пароходстве семьи Каменских. Автор проекта здания не установлен. Известно, что надзор за строительством осуществлял архитектор Н. М. Вешняков. Здание является одним из лучших примеров классицизирующего позднего модерна в застройке Нижнего Новгорода. Композиция фасада построено на сочетании двух асимметричных ризалитов. Левый ризалит украшен полукруглым эркером, завершённым балконом, а парапет дополнен балюстрадой. Правый — гранёным эркером, завершённым карнизом, а в его фронтоне помещено полуциркулярное обрамление с растительным узором. Здание завершено венчающим карнизом. Карниз парадного фасада украшен модульонами с барельефами в виде листьев аканта. Окна первого этажа украшены клинчатыми перемычками и замковыми камнями, исполненными в виде барельефов в форме сов.
В особняке в 1980-е годы снимали художественный фильм «Васса» (1983) режиссёра Глеба Панфилова, поставленный по мотивам пьесы Максима Горького «Васса Железнова». В 1990-е и 2000-е годы в здании располагался областной медицинский центр планирования семьи. В 2014 году особняк был продан с публичных торгов коммерческой фирме.

### Здание Индустриального института
Индустриальный институт в Нижнем Новгороде ведёт историю от Варшавского политехнического института, основанного декретом от 8 июня 1898 года. В 1915 году в период Первой мировой войны Варшавский институт был эвакуирован в Москву. В этот же период в Нижнем Новгороде активизировались усилия по созданию в городе собственного политехнического института, вызванные недостатком технических кадров. Идею активно продвигал купец Дмитрий Сироткин. В результате Министерством торговли и промышленности было принято решение переместить Варшавский политехнический институт в Нижний Новгород. После революции Нижегородский политехнический институт был упразднён Декретом за подписью В. И. Ленина. Только в 1934 году в городе был вновь открыт объединённый Горьковский индустриальный институт имени Жданова.
В 1931 году в квартале, ограниченном Верхне-Волжской набережной, улицами Провиантской, Семашко и Минина, началось строительство комплекса зданий Индустриального института. Над проектом работали архитекторы Дмитрий Чечулин и Иван Нейман. Московский архитектор Дмитрий Чечулин разработал первый проект ещё в 1929 году в новом авангардном стиле — конструктивизме. В 1933 году, уже во время строительства, он забросил проект, так как перешёл на работу в мастерскую своего учителя — архитектора Алексея Щусева. Выстроенное здание имело развитую объёмно-пространственную структуру, в которой отдельные объёмы выполняли различные функции.
В связи с изменением творческой направленности в советской архитектуре, в 1936 году здание было реконструировано по проекту Ивана Неймана в стиле постконструктивизма. На речном фасаде были установлены квадратные в плане колонны, украшенные скульптурами студентов, возведена подпорная стенка с балюстрадой и вазонами, появились русты, парапеты, оформленные рядом балясин, перед главным входом по сторонам от парадной лестницы возведены обелиски. Стеклянный витраж по оси главного входа окантован профилированной рамой. Здание приобрело бо́льшую парадность и монументальный вид.
В период Великой Отечественной войны в подвале, где был оборудован опытный бассейн для обучения кораблестроению, устроили бомбоубежище. В тот же период в здании размещались школа № 1, радиотехникум и кораблестроительный институт, эвакуированный из блокадного Ленинграда. В 1950 году Индустриальный институт был переименован в Политехнический. В 1954 году пристроен ещё один корпус со двора основного здания, в 1963 году — четвёртый корпус. В настоящее время здание является главным корпусом Нижегородского государственного технического университета имени Р. Е. Алексеева.

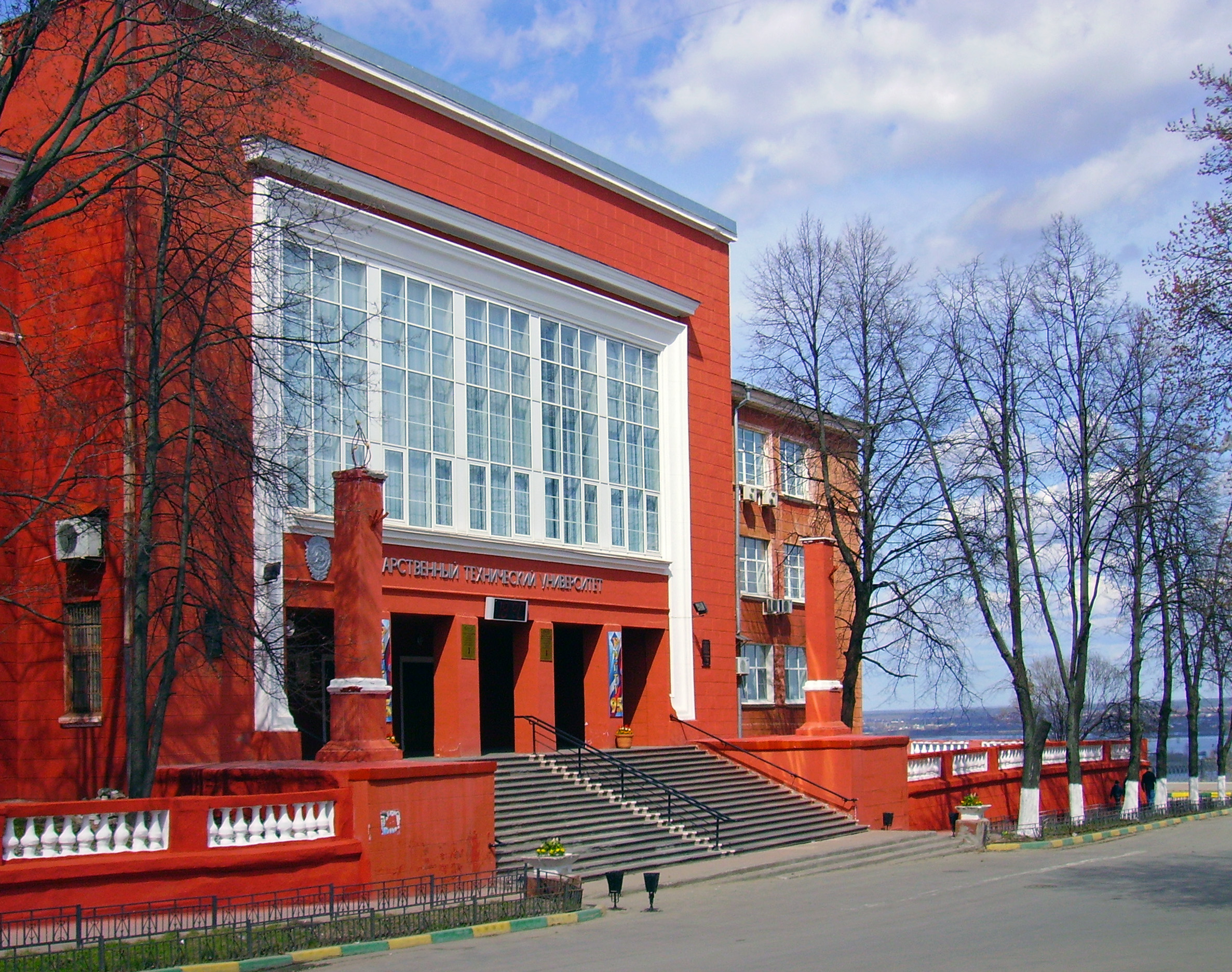
Первый корпус НГТУ (бывший Индустриальный институт), главный фасад
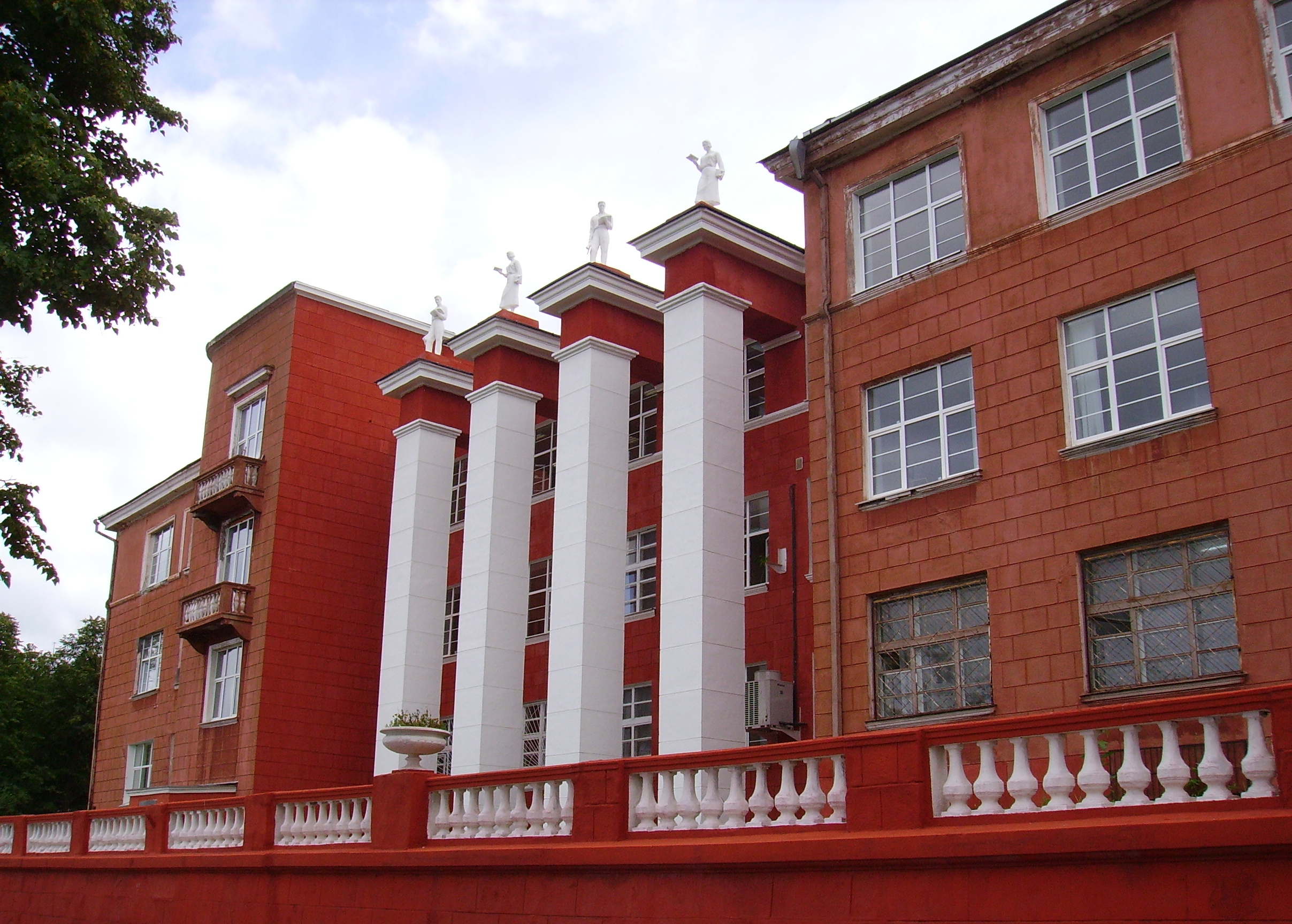
Колоннада на северо-восточной стороне здания (со стороны набережной)
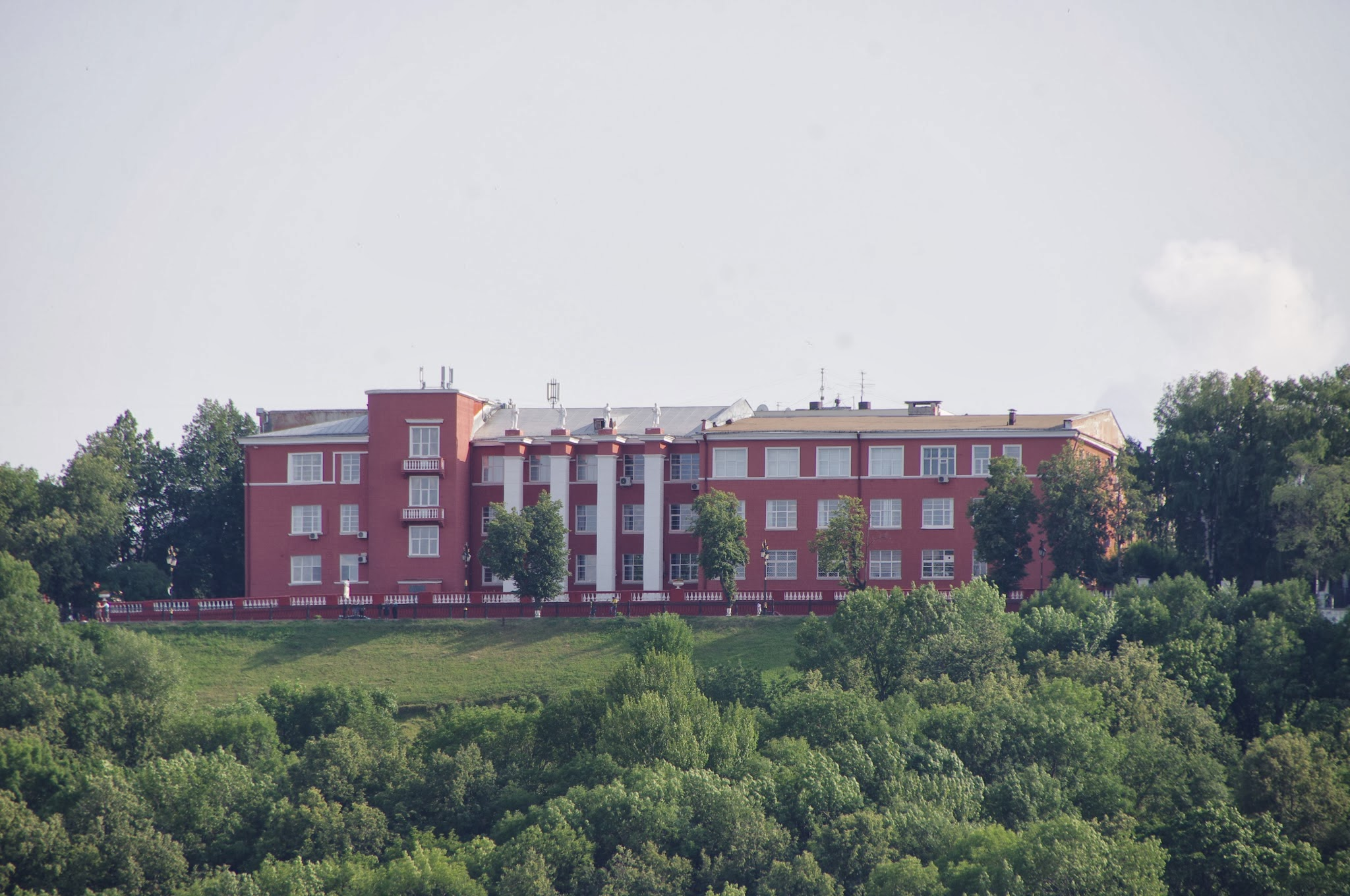
Общий вид с Волги (2013)
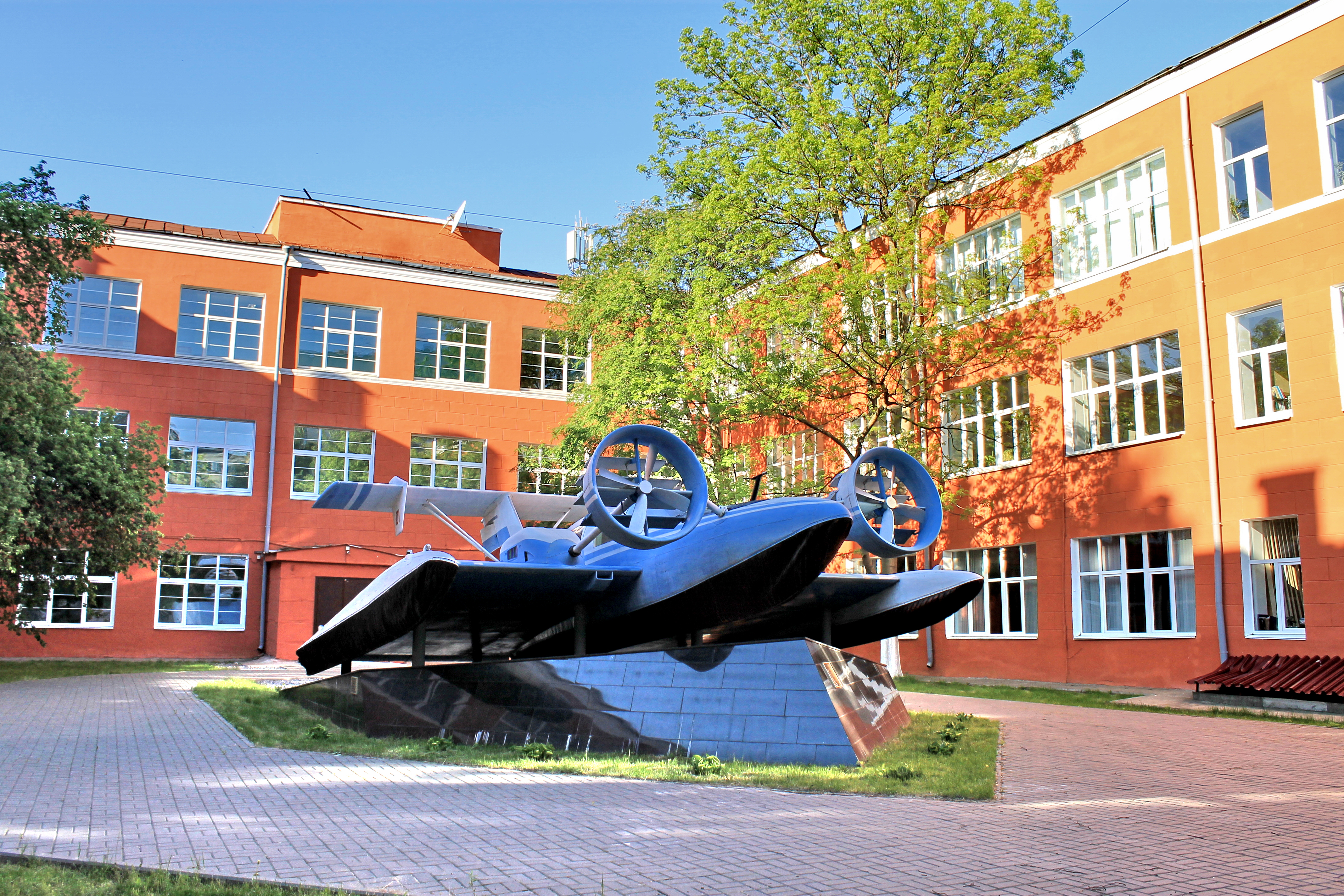
Экраноплан «Волга-2» в юго-восточном дворе корпуса

### Мариинский женский институт

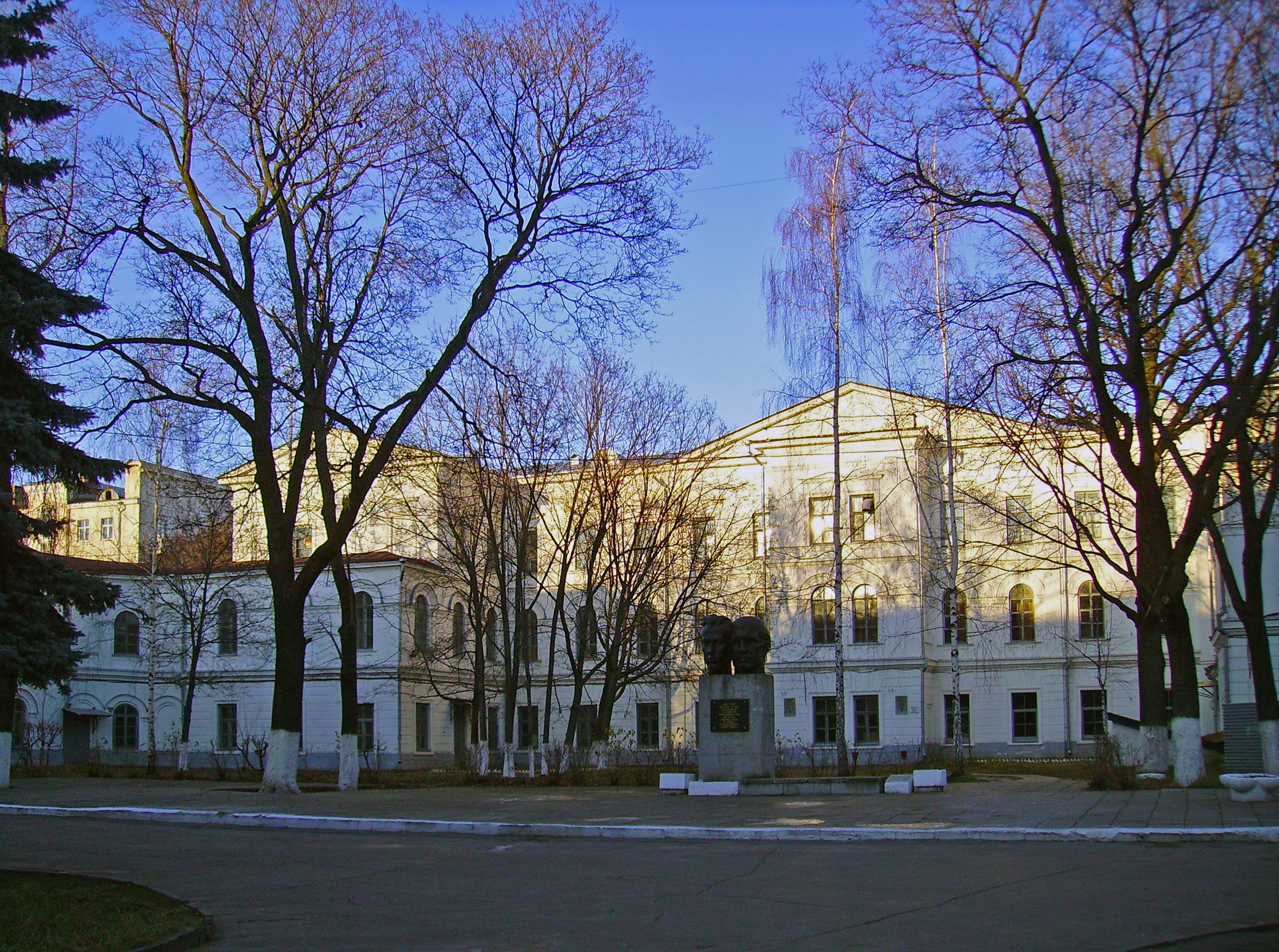
Третий корпус НГТУ. Бывший Мариинский женский институт

Это здание было запланировано ещё в 1842 году, когда нижегородское дворянство постановило сделать пожертвование на учреждение в Нижнем Новгороде института благородных девиц в честь великой княгини Марии Александровны. Однако образованный в 1852 году институт был вынужден в течение шести лет арендовать у наследников купца Рычина дом на Ильинской улице, пока в октябре 1858 года не было построено здание между набережной и Жуковской улицей в районе Сенной площади. Место для института выбирал лично император Николай I, и здание было построено по проекту архитектора П. С. Павлова в духе николаевского классицизма. По мнению историка-краеведа Н. И. Храмцовского, по наружной архитектуре оно было лучшим в городе.
Главный фасад нового трёхэтажного здания выходил на Волгу, так что институтки, которым было запрещено покидать стены заведения, имели возможность беспрепятственно любоваться заволжскими просторами. На первом этаже здания жила начальница института, здесь же располагались зал, столовая, комнаты классных дам. На втором этаже были обустроены классы и физический кабинет, на третьем — домовая церковь и общие спальни воспитанниц, так называемые дортуары. К зданию примыкают два двухэтажных флигеля, в которых располагались лазарет, гардеробы, кухня, баня, людская. К зданию была подведена вода и единственная в городе сплавная канализация с бетонными трубами.

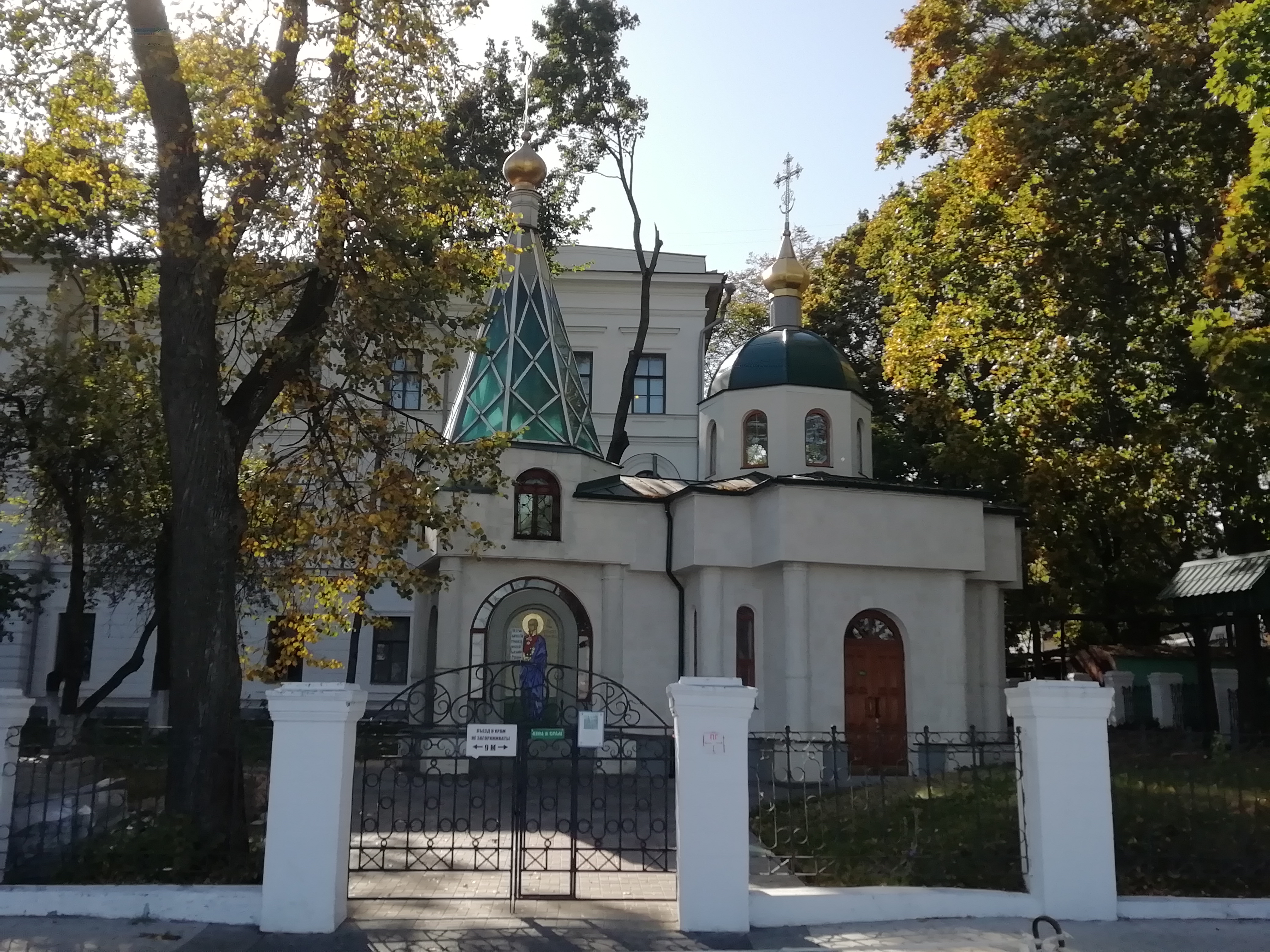
Часовня в честь Феодора Ушакова у здания института

В годы Первой мировой войны здесь расположился госпиталь. После революции здание было передано в январе 1918 года в распоряжение войск ВЧК с конным дивизионом. Однако уже в 1922 году в доме расположилось техническое объединение нижегородских университетов, чуть позже здесь появились механический и химический факультеты, а в 1930 году здание стало одним из корпусов Нижегородского технического университета.
Ещё до войны здание было капитально отремонтировано: печи заменили на котельное отопление. В годы Великой Отечественной дом опять играл роль госпиталя. После окончания войны вплоть до 1955 года здесь размещался штаб противовоздушной обороны. Однако в конце концов, здание всё-таки вернулось в состав университета, и сейчас здесь проходят учебные занятия.
В советское время здание претерпело некоторые изменения, однако общая планировка сохранилась. В наше время главный фасад здания выходит на улицу Минина, перед парадным двором (курдонером) возвышается памятник работы скульптора Т. Г. Холуевой, посвящённый сотрудникам и студентам, павшим в ходе Великой Отечественной войны. Также, в память о студентах и преподавателях, пострадавших от сталинских репрессий, со стороны набережной на средства христианской общины НГТУ была возведена шатровая часовня, освящённая в 2003 году в память причисленного к лику святых адмирала Фёдора (Феодора) Ушакова. В 2018—2021 годах Феодоровская часовня была надстроена дополнительным зданием типа «восьмерик на четверике», с куполообразной крышей и барабаном с главкой.

### Институт травматологии и ортопедии

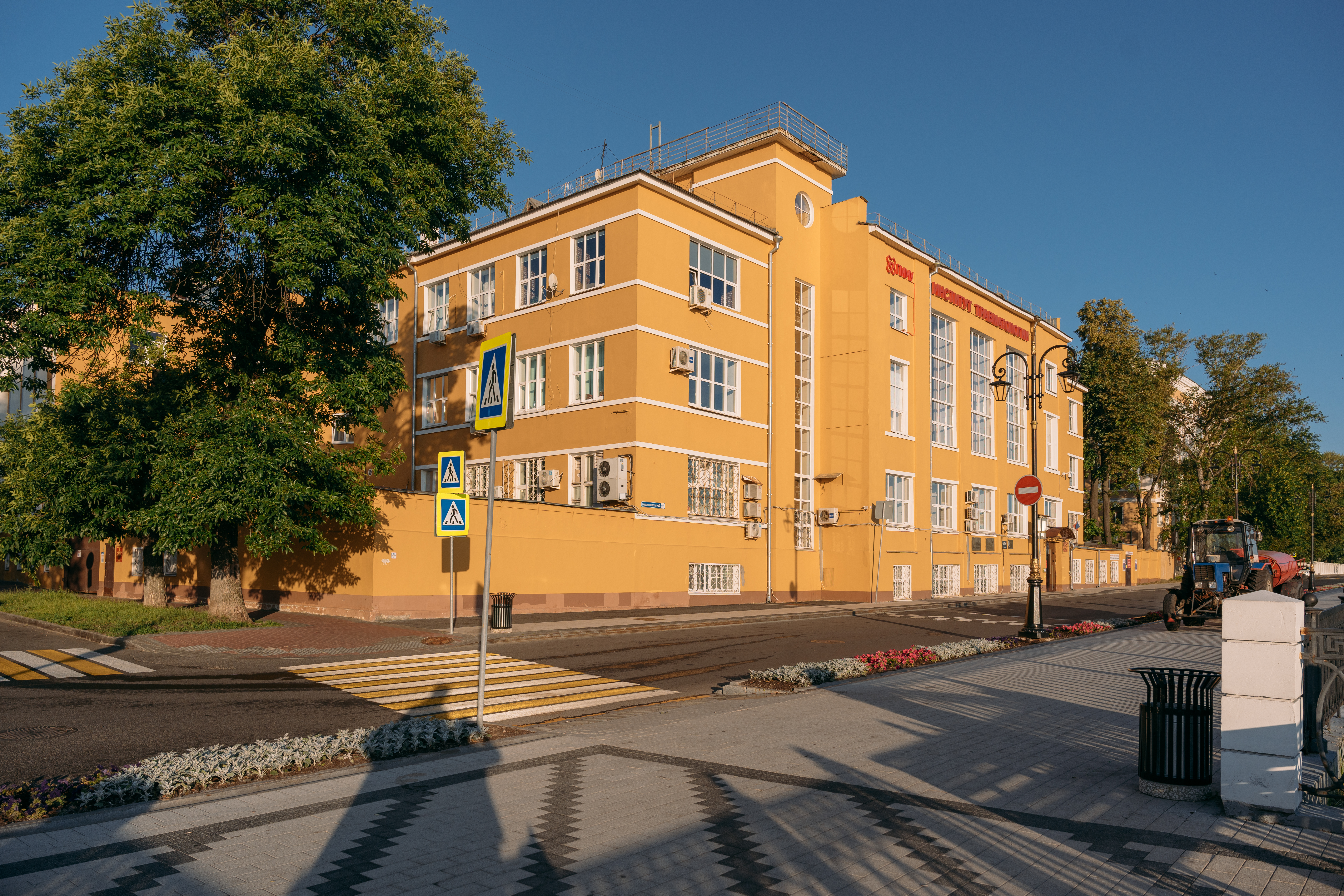
Институт травматологии и ортопедии (приёмный корпус)

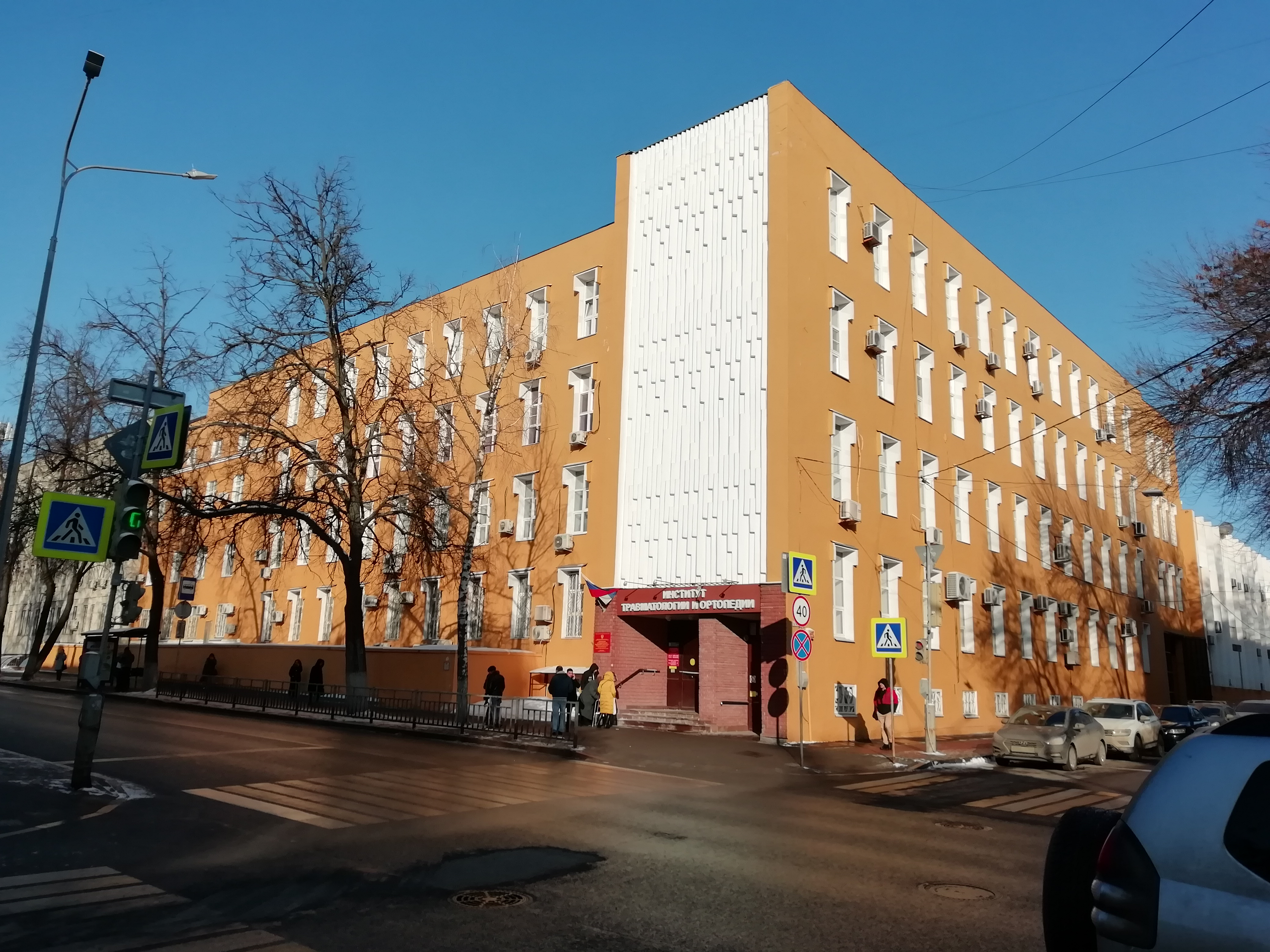
Корпус НИИТО на улице Минина

Дом № 18 построен в 1927—1928 годах по проекту архитектора Александра Яковлева. В 1925 году в СССР было основано Общество современных архитекторов, а через год стал издаваться журнал «Современная архитектура», пропагандировавший идеи конструктивизма. Уже к 1927 году конструктивизм стал господствующим течением в советской архитектуре. В этом направлении стал работать и Яковлев, хотя он не был сторонником крайностей, характерных для «левых» конструктивистов. Архитектурное решение здания было выполнено в целом в русле авангарда, но автор постарался минимальными средствами создать пластически выразительную архитектуру: лапидарные формы строения сочетались с ограниченными средствами пластической обработки — небольшим количеством пилястр; фасады были асимметричны; над лестницей запроектирована площадка для наблюдения, внёсшая разнообразие в построение фасада.
Изначально здание строилось как школа им. 10-летия Октября — первая школа в Нижнем Новгороде, построенная после революции. В здании, помимо классных комнат, были устроены столовая, актовый зал, библиотека, мастерские, душевые и обсерватория. С началом Великой Отечественной войны здание приспособили под госпиталь № 1389 для лечения раненых с повреждением зрения. В 1945—1946 годах в Горьком был организован Институт восстановительной хирургии, травматологии и ортопедии, открытый 17 июня 1946 года в здании бывшей школы. В 1948—1951 годах институт возглавлял будущий президент Академии медицинских наук Николай Блохин; с 1951 по 1984 год — профессор Михаил Григорьев; с 1984 по 2005 год — профессор Вадим Азолов; с 2006 по 2009 год — профессор Андрей Воробьёв.
В 1960—70-х годах к главному зданию института были пристроены дополнительные корпуса площадью почти в 20 тыс. м². На главном фасаде установлены три мемориальные доски с барельефными портретами, в память профессоров Бориса Парина, Николая Блохина и Михаила Колокольцева.

### Жилой дом архитектора И. Ф. Неймана

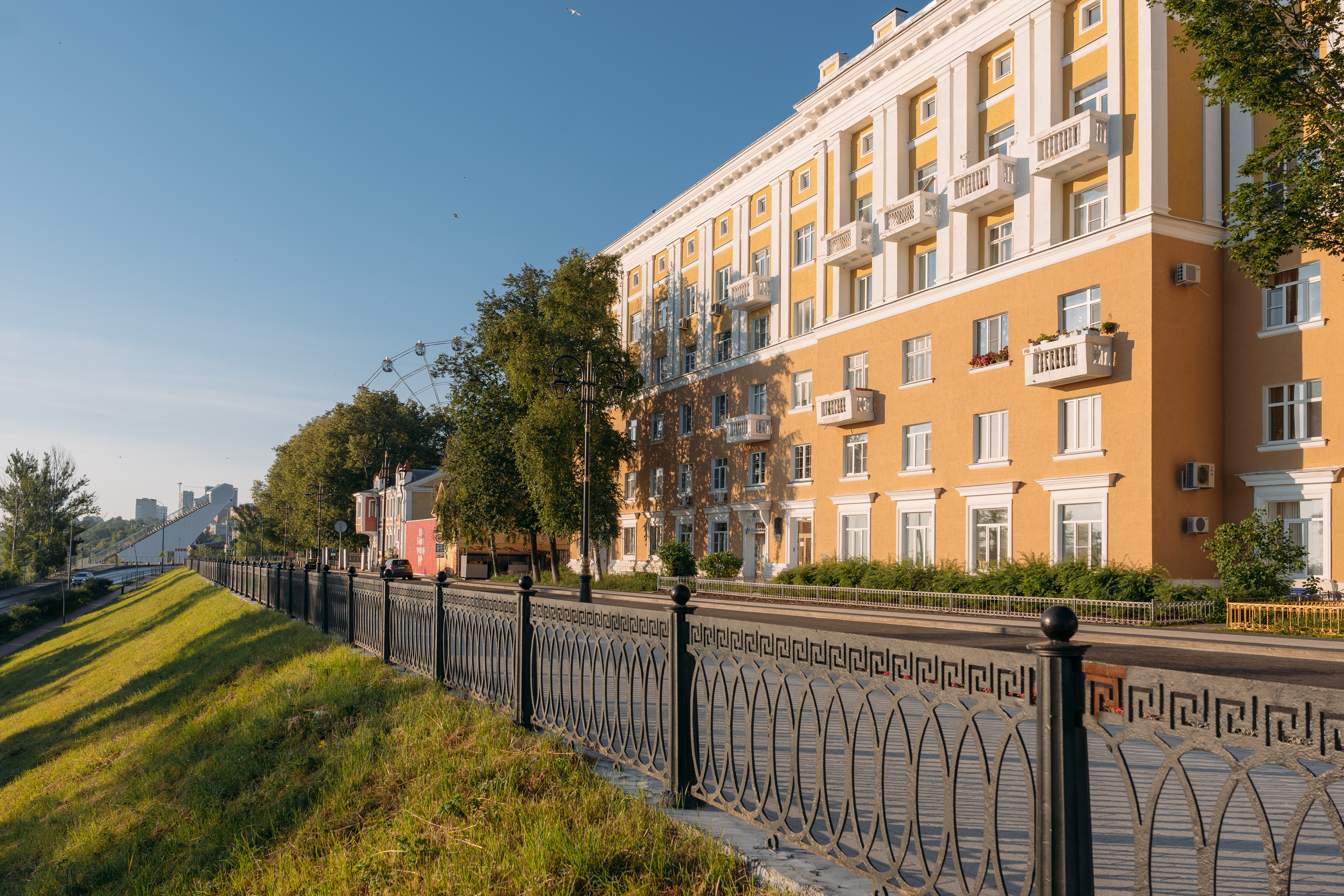
Дом № 19, построенный по проекту И. Ф. Неймана

Участок на углу Верхне-Волжской набережной и улицы Фрунзе оставался незастроенным вплоть до 1930-х годов. В 1938—1939 годах здесь по проекту архитектора Ивана Неймана был построен пятиэтажный шестисекционный жилой дом. Монументальное Г-образное здание имело профилированный карниз, поддерживаемый кронштейнами, ризалит на углу, с парапетом в виде кирпичных оштукатуренных столбиков с рядом фигурных балясин. Три нижних этажа были рустованы под циклопическую кладку и отделены от верхних этажей профилированным поясом. В плоскости стен ризалита, в междуоконных простенках, были помещены сдвоенные колонны квадратного сечения; между верхними окнами — сдвоенные плоские пилястры. Над окнами первого этажа были помещены прямые сандрики.
Автор проекта считал, что вновь возводимые жилые дома, формирующие основные магистрали и набережные города, должны иметь более строгое «официальное» архитектурное оформление и писал относительно дома на Верхне-Волжской набережной: «Я решаю дом простым нерасчленённым объёмом, подобно тому, как решался дом раннего Ренессанса».

### Дом Н. С. Весовщикова

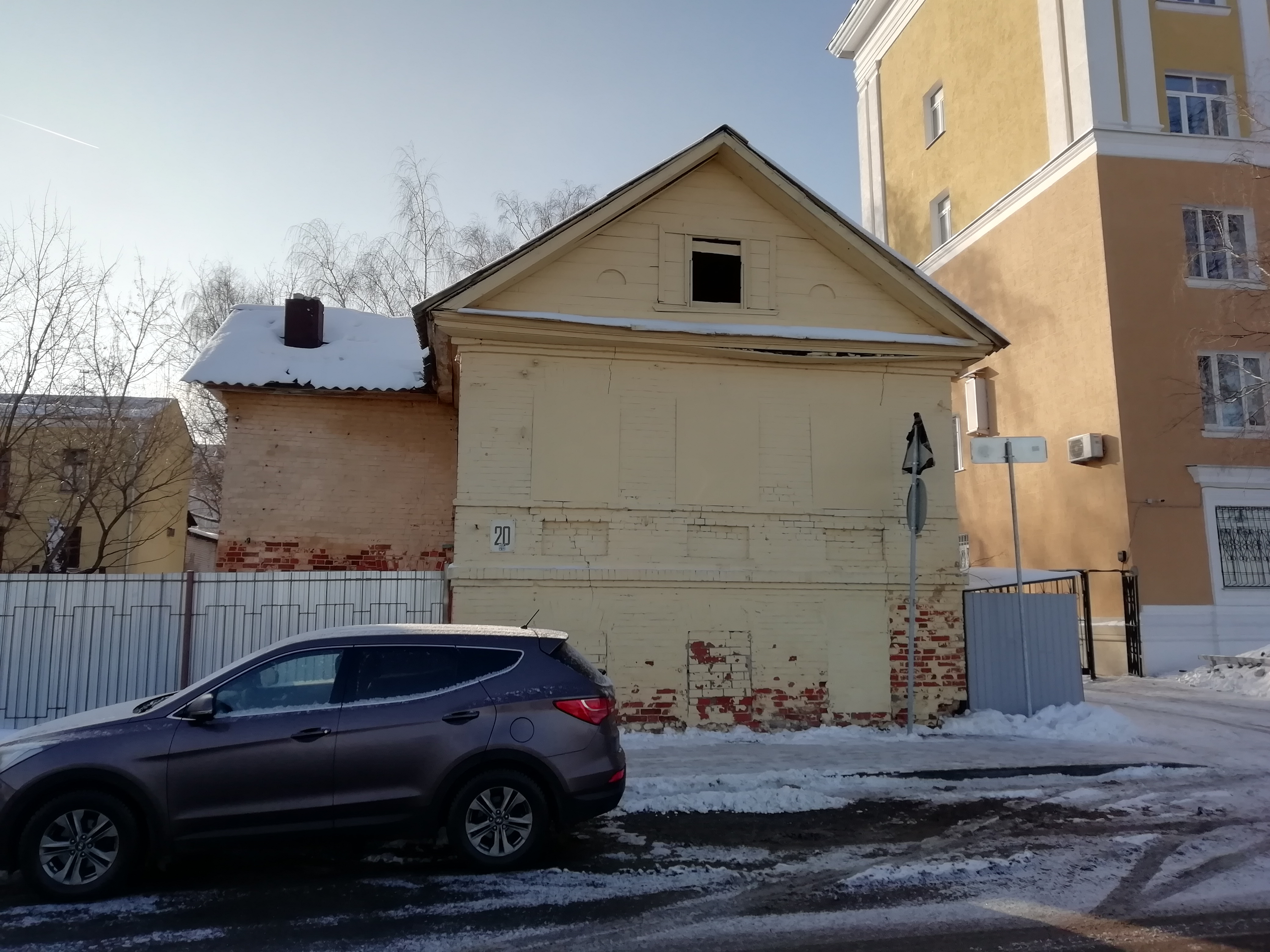
Дом Н. С. Весовщикова

Участок набережной между улицей Фрунзе и Казанским съездом до середины XIX века занимали многочисленные садово-огородные места. Первым построенным здесь зданием стал каменный двухэтажный дом нижегородского купца Н. С. Весовщикова, возведённый по проекту 1863 года. Дом сохранился и в настоящее время имеет № 20 по Верхне-Волжской набережной.

### Дом И. М. Грибкова

Дом И. М. Грибкова

Застройка на участке, где расположен дом № 21 (литер М), появилась в конце XIX века. В списке домовладений на 1900 год, участок земли значился под № 18 и принадлежал нижегородскому купцу второй гильдии Ивану Михайловичу Грибкову. Жилой дом на усадьбе Грибкова был возведён в несколько этапов. В 1882 году был составлен «План и фасад на постройку дома и служб И. М. Грибкову», по которому началось строительство главного дома и здания служб. Дом проектировался двухэтажным, с цокольным этажом. С южной стороны было выстроено одноэтажное кирпичное здание служб. Вторым этапом стало возведение флигеля восточнее главного дома, что указано на чертеже 1884 года. Третий этап заключался в надстройке здания служб вторым этажом в 1886 году. Заключающий этап строительной истории усадьбы начался в 1891 году и окончен в 1900 году. Главный дом был перестроен в стиле модерн. В западной части проезд заменён на антресольный этаж, восточная часть второго этажа дополнена прямоугольным эркером, изменены формы аттиков. В конце XIX века на территории усадьбы располагались четыре здания и сад.
В начале XX века усадьба была выкуплена выстроенной рядом больницей Красного Креста, а строения использовались, как корпуса госпиталя. В XX веке у главного дома утрачен объём лестничного блока, утрачены первоначальные заполнения окон. Здание служб надстроено третьим этажом, часть окон заложена.
В год 800-летия Нижнего Новгорода объекту культурного наследия вернули исторический облик фасадов, восстановили декоративные элементы здания, отремонтировали кровлю.

### Больница Красного Креста

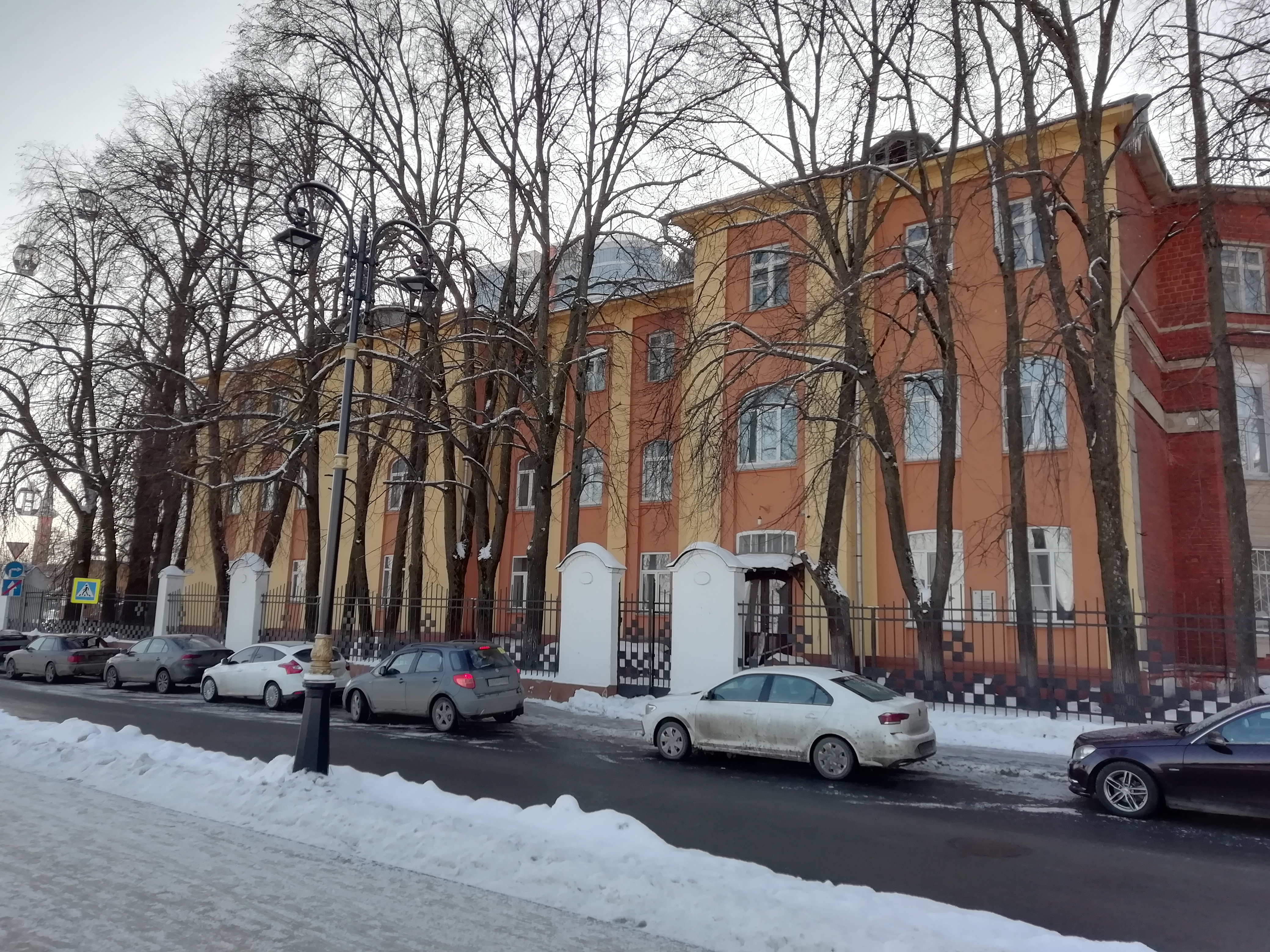
Корпус больницы с исторической оградой

Застройка на участке, где расположен дом № 21—22 (литер А), появилась в течение XX века. В 1908 году усадебный участок земли на Верхне-Волжской набережной был отдан в дар нижегородским купцом Митрофаном Рукавишниковым Российскому обществу Красного Креста. На его же средства в 1910—1911 годах была выстроена лечебница, которая 14 ноября 1913 года приняла первых больных. Изначально здание больницы было двухэтажным, сложным в плане, располагалось с отступом от красной линии застройки набережной. Перед главным фасадом была выстроена ограда с воротами из оштукатуренных кирпичных столбов с завершениями в виде треугольного или полукруглого фронтона и кованой решётки. В период 1913—1916 годов больницей были выкуплены соседние участки земли со зданиями и сооружениями, где были размещены вспомогательные службы и отделения больницы.
В советский период здание больницы было перестроено. В 1930-х — 1950-х годах оно было надстроено ещё одним этажом, фасад упрощён, слева вплотную пристроен объём рядового в архитектурном плане нового корпуса (№ 22). В настоящее время в здании расположена городская клиническая больница № 3.

## Памятники
На протяжении Верхне-Волжской набережной можно увидеть несколько памятников и жанровых скульптур.
- В 1987 году к 100-летию со дня рождения П. Н. Нестерова у входа в гостиницу «Октябрьская» был установлен памятник лётчику (скульпторы — И. М. Рукавишников и А. И. Рукавишников, архитектор — Ю. Н. Воскресенский), а на самой набережной — памятный знак с макетом самолёта «Ньюпор», на котором Нестеров выполнил свою знаменитую «мёртвую петлю». В 2023 году возле «Ньюпора» появился каскадный фонтан с клумбой[50].
- Напротив дома Д. В. Сироткина в 2012 году установлен бюст его владельца, скульптор В. И. Пурихов.
- В 2021 году на набережной возле первого корпуса НГТУ установили бронзовый бюст Владимира Ивановича Даля. Таким образом нижегородцы увековечили память учёного и исследователя русского языка. Работа принадлежит скульптору Владимиру Кокурину.
- В том же 2021 году у клиники Приволжского медицинского университета (корпуса НИИТО) появилась жанровая скульптура с персонажами из повести Михаила Булгакова «Собачье сердце» — профессором Преображенским и Шариком. Работу создал скульптор Алексей Щитов.
- В 2023 году около усадьбы С. М. Рукавишникова установили тактильную мини-копию особняка. Макет здания повторяет мельчайшие особенности его архитектуры.

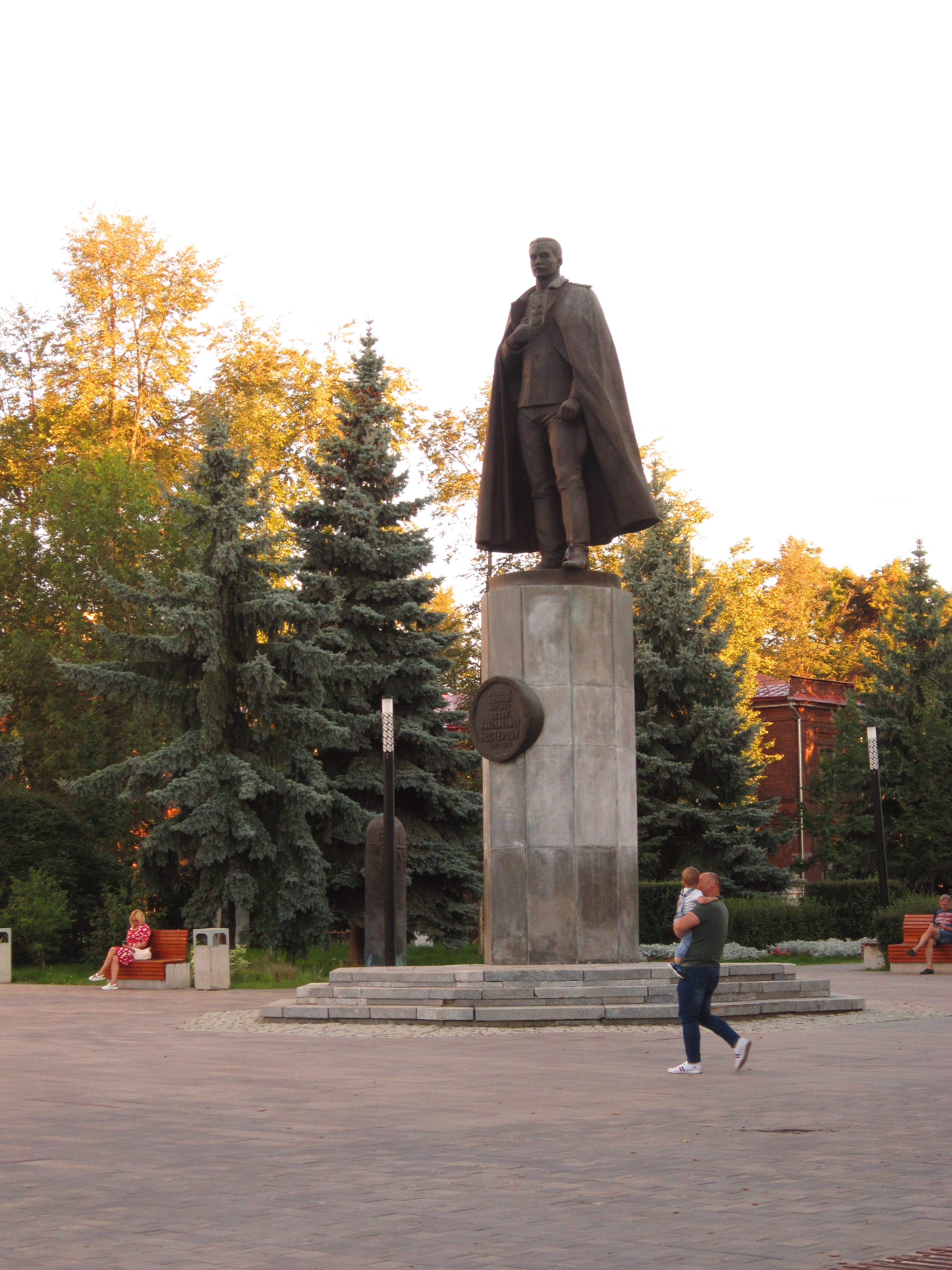
Памятник П. Н. Нестерову
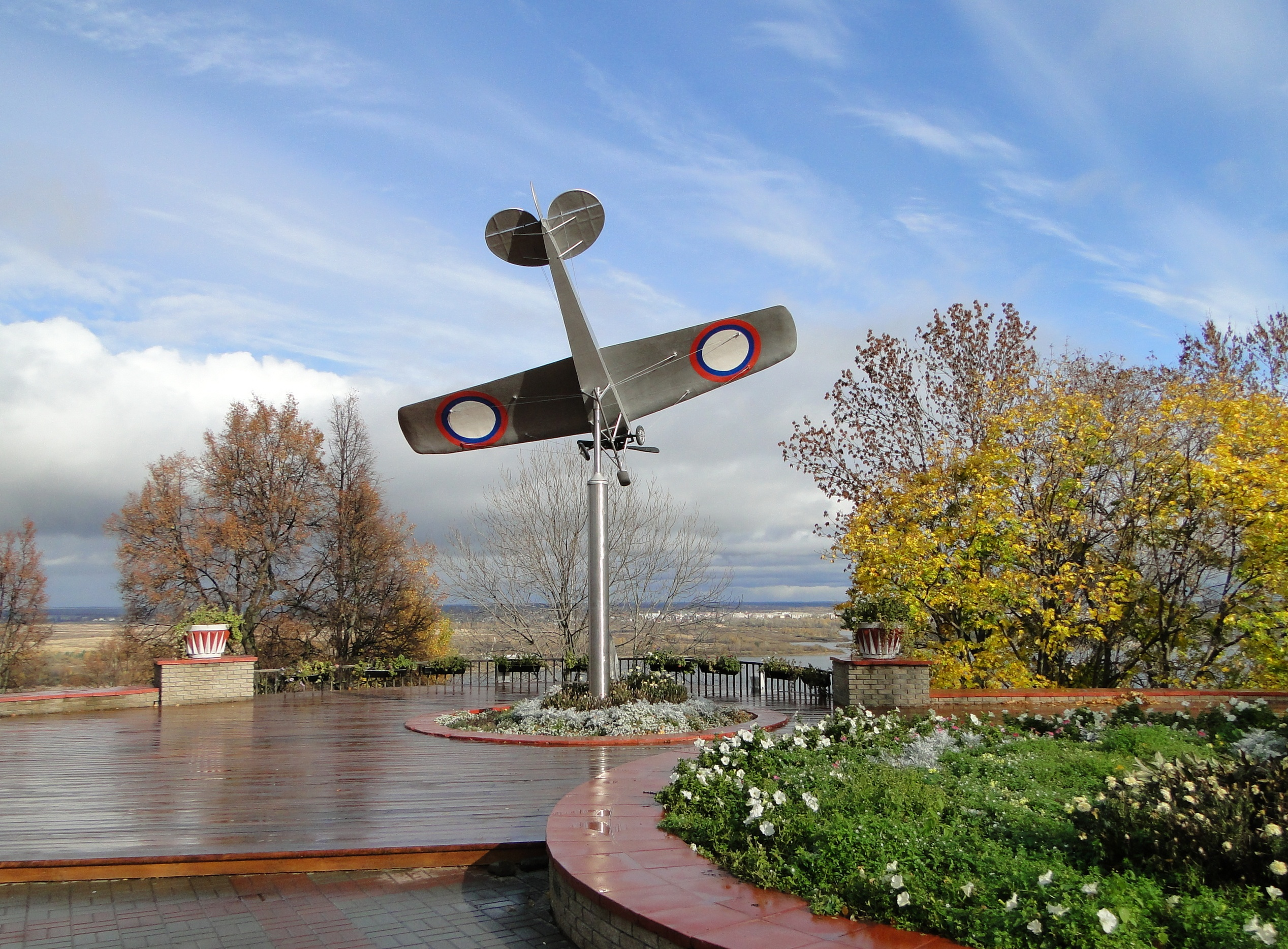
Памятный знак в честь «петли Нестерова»
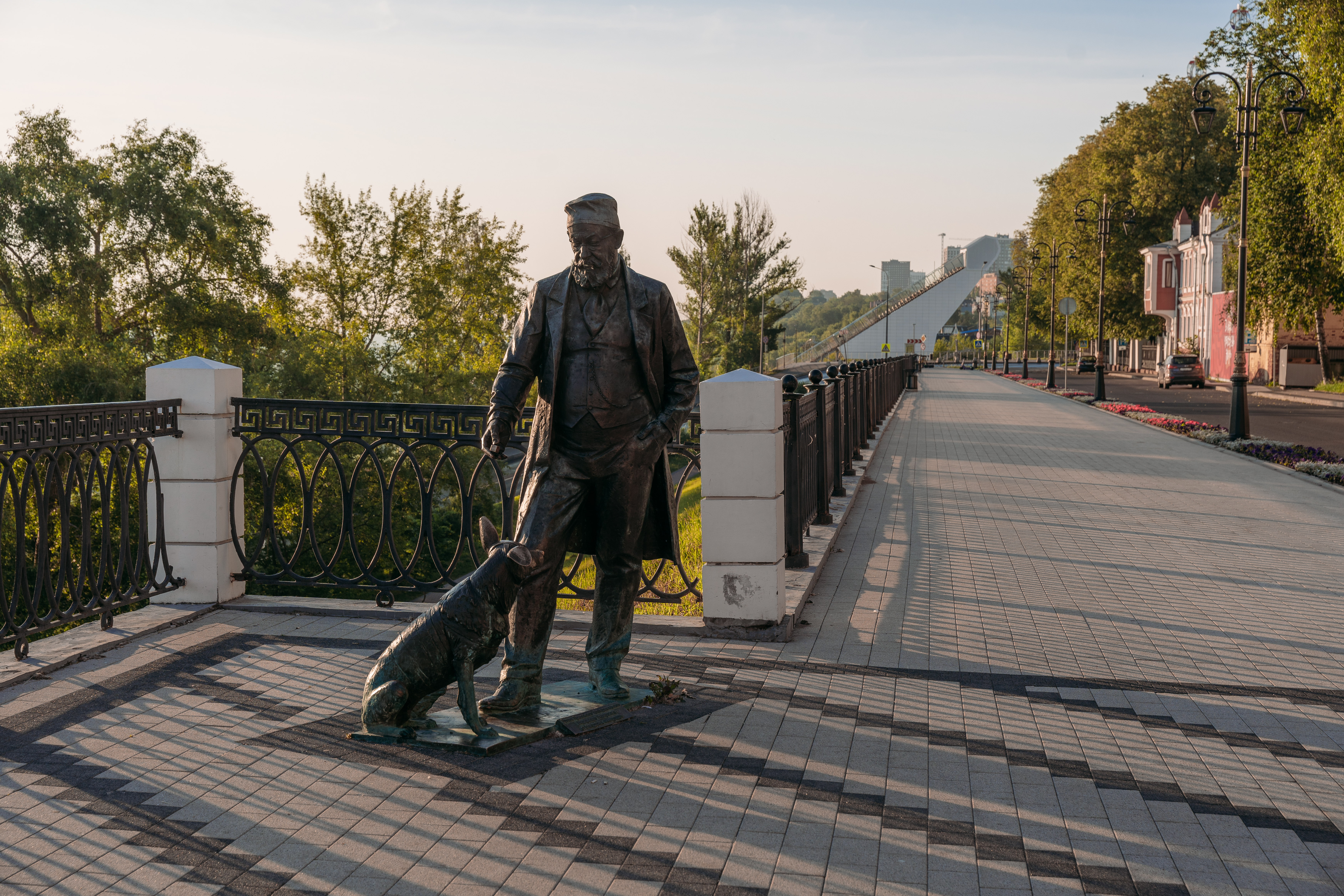
Скульптурная композиция «Профессор Преображенский и Шарик»
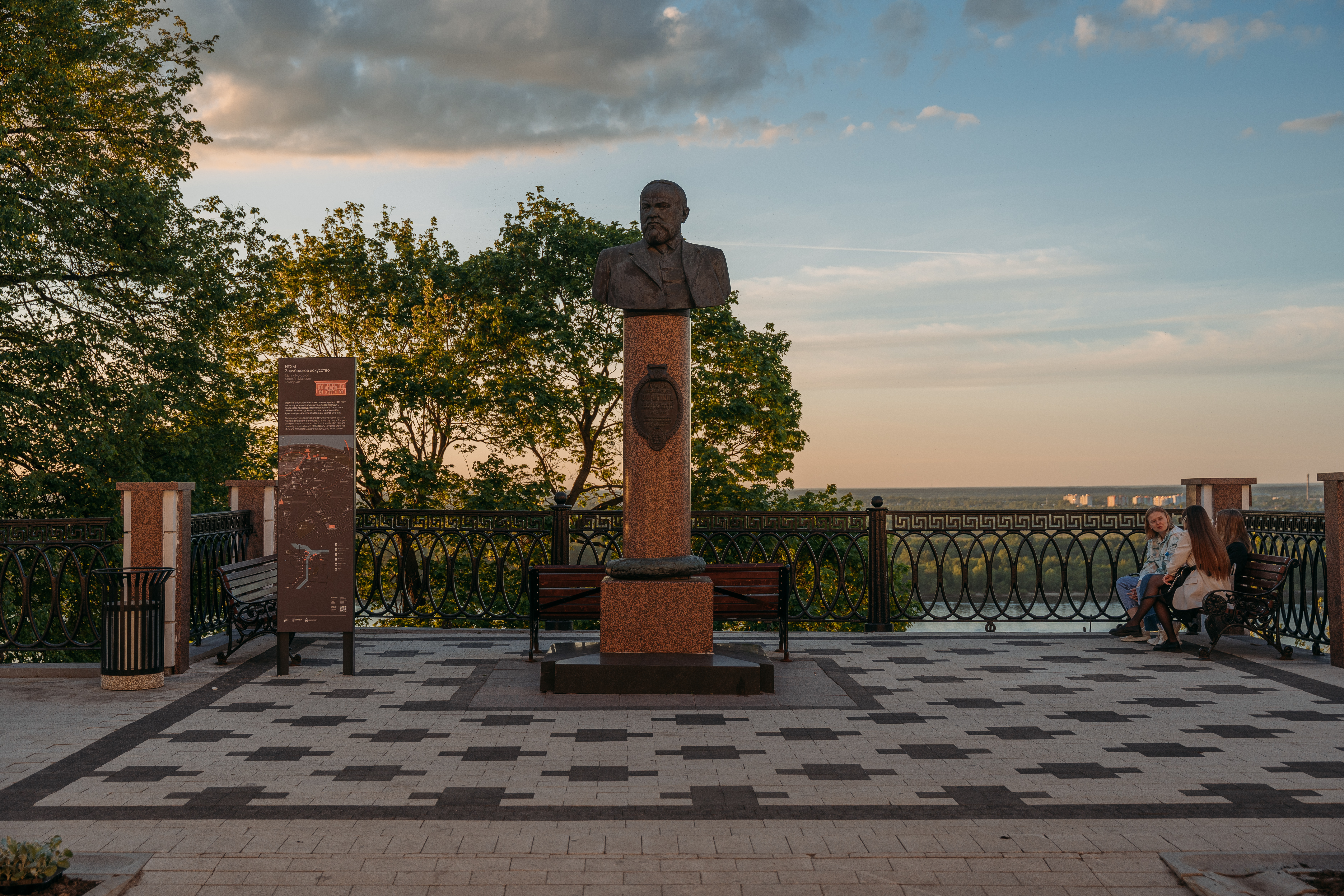
Бюст Д. В. Сироткина

## Благоустройство
В 2022 году Верхне-Волжскую набережную благоустроили. Её привели к единому стилю с площадью Минина и Пожарского, улицей Минина и расположенным рядом сквером Нестерова. Тротуары на набережной выполнили из светлой плитки, на смотровых площадках, возле памятников и исторических зданий выложили акцентный рисунок.

## Фотогалерея

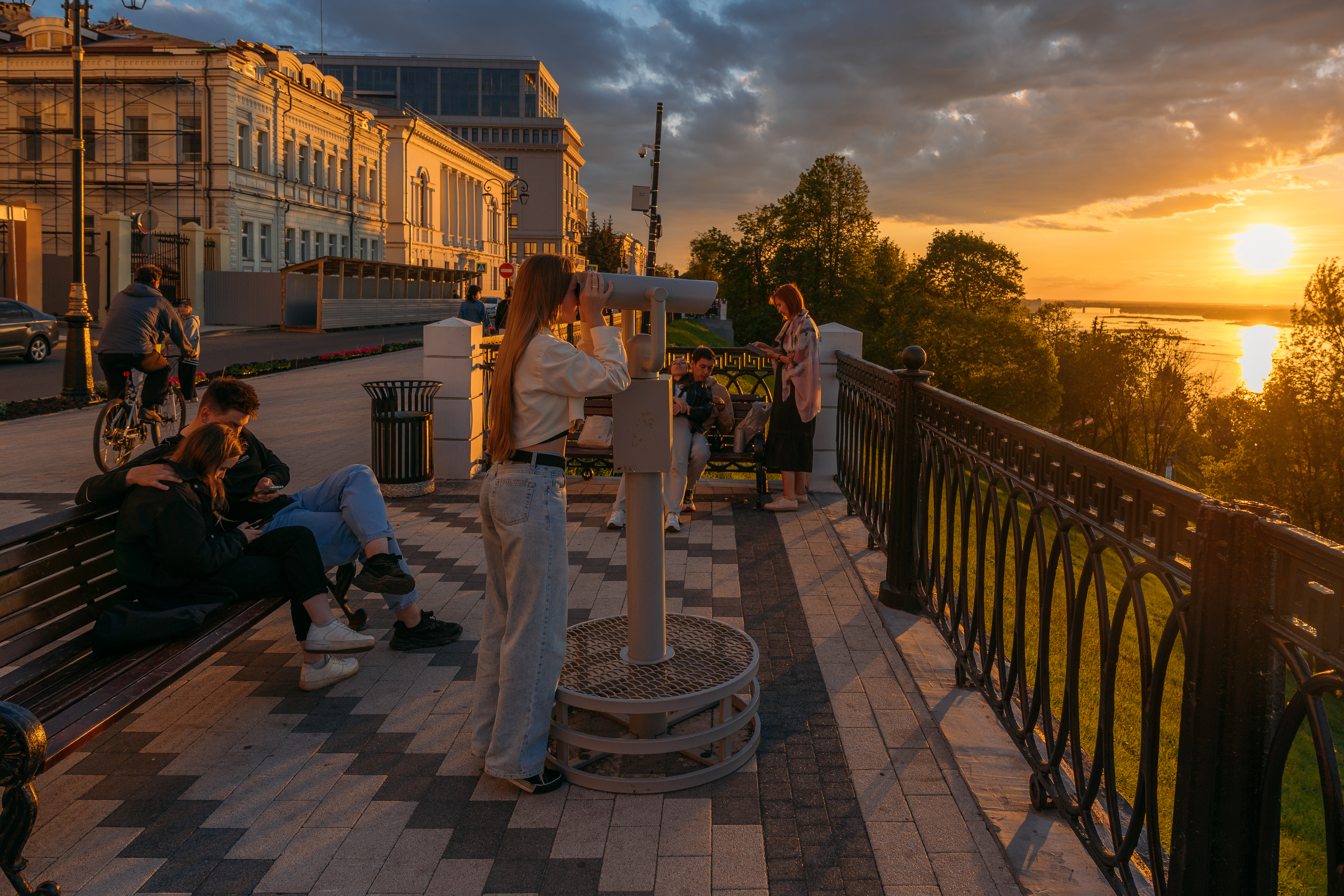
Верхне-Волжская набережная — одно из мест для наблюдения закатов
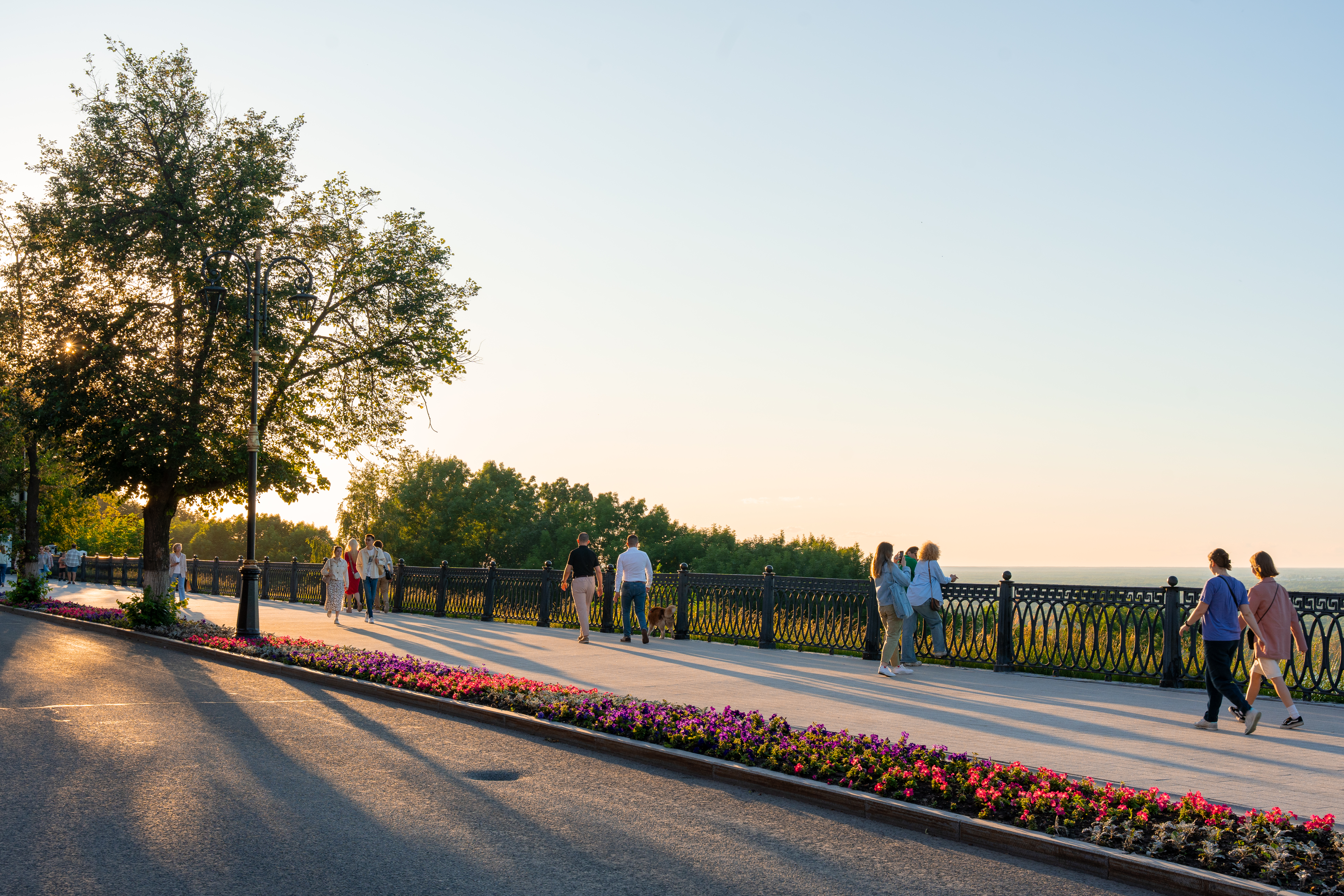
Верхне-Волжская набережная летом
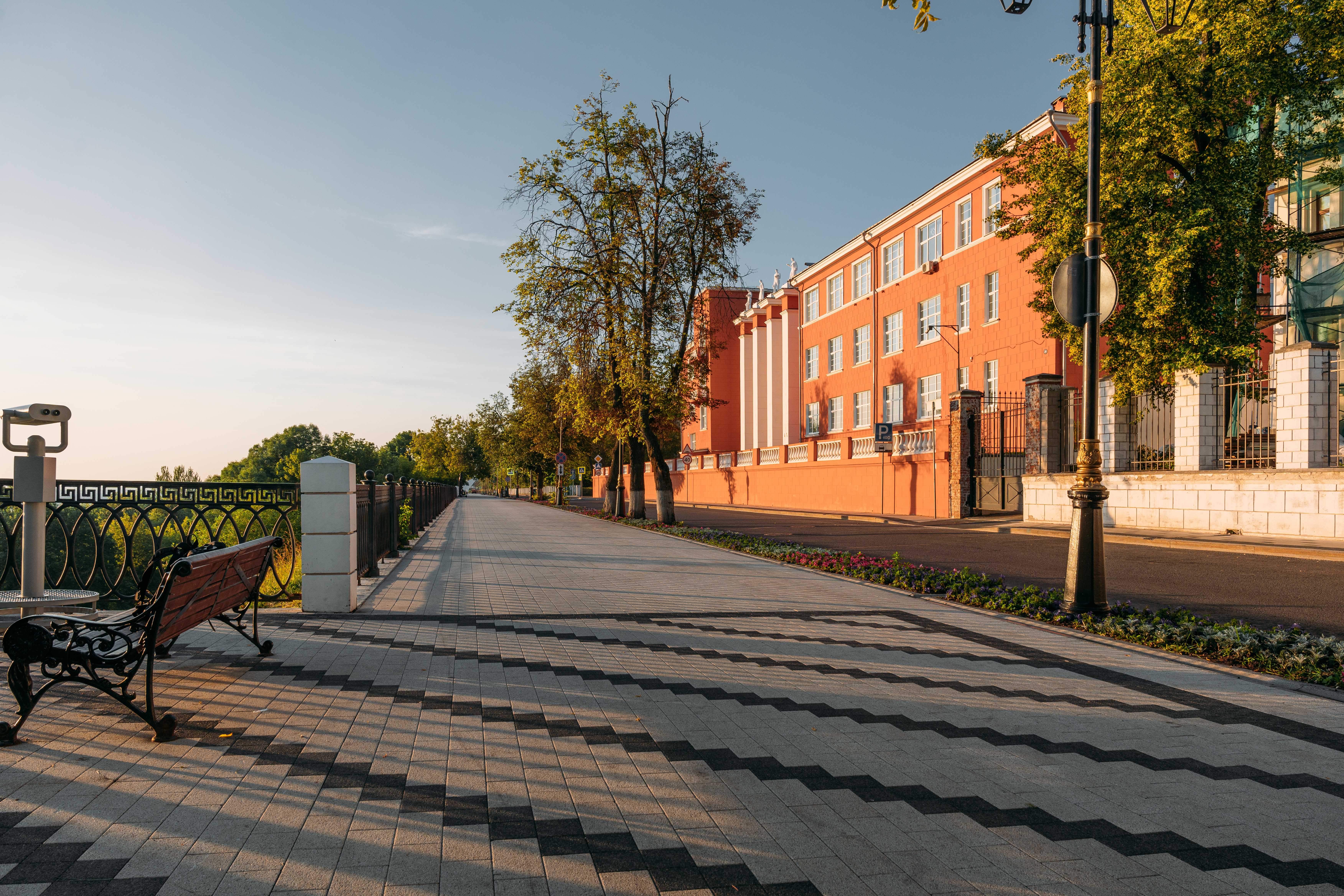
Верхне-Волжская набережная в районе НГТУ имени Р. Е. Алексеева
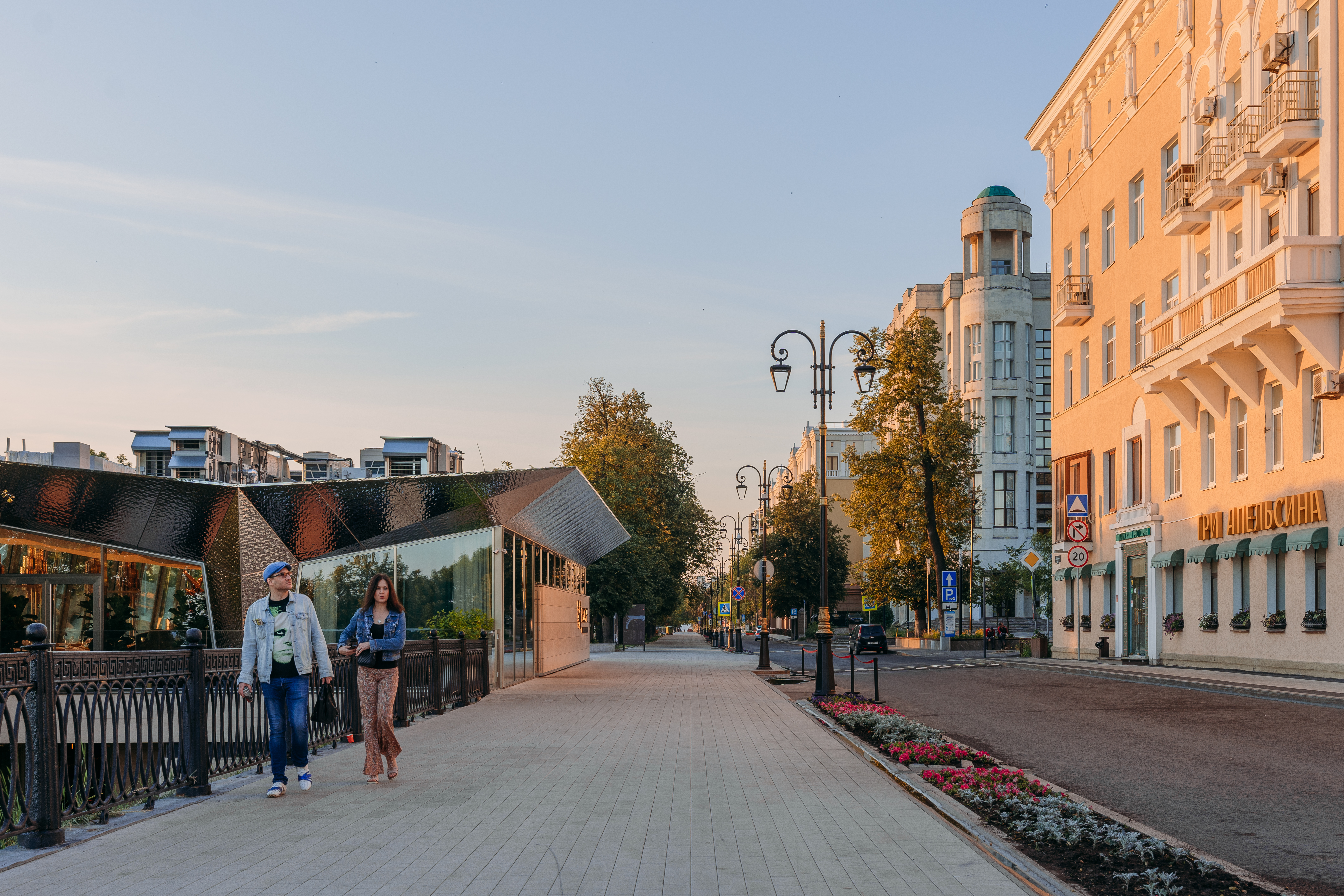
Верхне-Волжская набережная — одна из живописных улиц Нижнего Новгорода